# ポーランドの民族衣装
ポーランドの民族衣装(ポーランドのみんぞくいしょう)とはポーランドで祭礼や民族舞踊の際に身に付けられる地域独自の特色を残した衣服である。

## 概要
東西ヨーロッパの中継点にして、古くから栄えた多民族国家であった歴史を物語るように、他国からの影響を強く受け時代ごと、地域ごとの変遷や差異が大きい。
現在広く知られる民族衣装は、周辺国の圧力の高まりに対する民族意識と工場生産が広まる19世紀に完成されたものである。
特に、小ポーランドと大ポーランド地方の男性服は、コシューシコの乱や、プロイセンなどのドイツ化政策への蜂起のシンボルであり、軍服に転用されていた歴史がある。
女性服の繊細な刺繍のボディスや色鮮やかなスカートとエプロン。男性服のトルコなどの影響を受けたファッショナブルな外套や飾り豊かな帽子などが有名。

## ポメラニア地方の特色
バルト海に面するポメラニアは、カシュプ人が多く居住し漁業で生計を立てていた地方である。
魚油や松脂を染み込ませた腿まである長靴と、防寒性に優れた毛皮のフードは漁師の服の名残であり、ここで取れた魚介類はオランダなどで干物として加工して売られた。
女性は亜麻のブラウスに青いウールのスカートと質素な格好であったが、修道女たちから伝えられた法服のように金糸入りの肉厚刺繍を施した小さなビロードの布を頭に飾っていた。
土産物として売られるカシュプ刺繍以外の民族衣装はほとんど現在に残らず、地方合唱団などにわずかに再現の試みが見られるのみである。

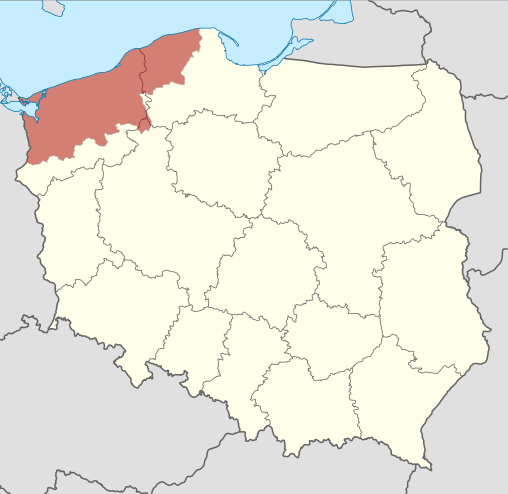
ポメラニア地方の位置
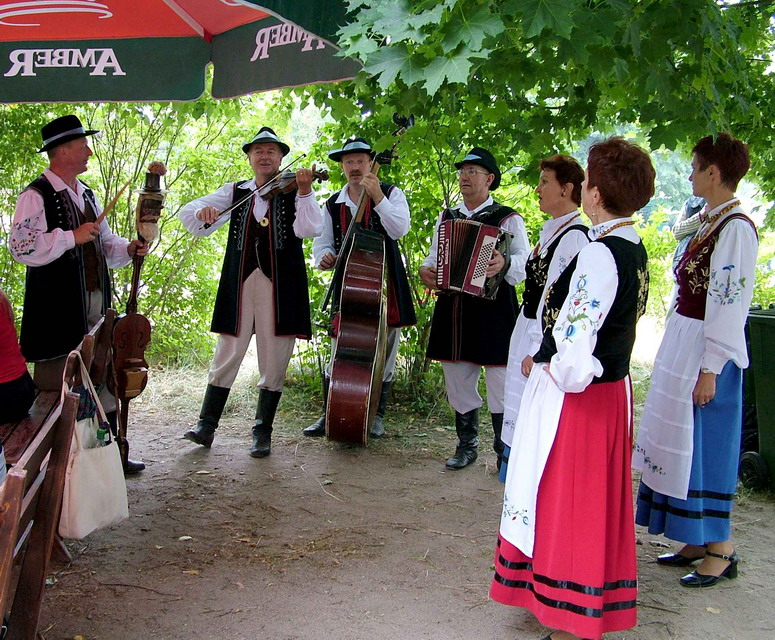
ブジジェ・キシェフスキエ(英語版)、コシチェジナ(英語版)
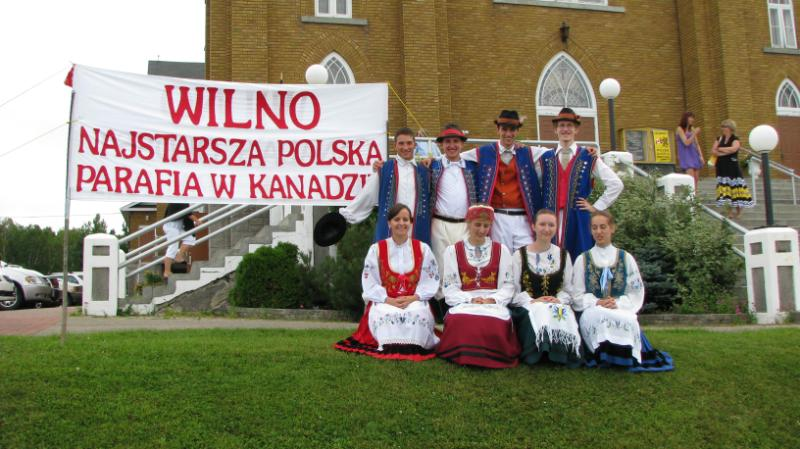
カシュプ人
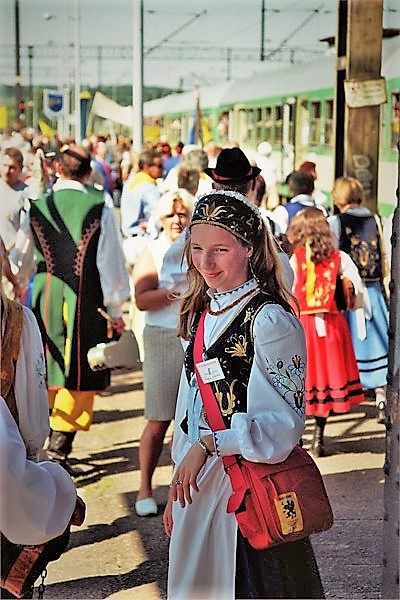
カシュプ人

## 大ポーランド地方の特色
ポーランド有数の穀倉地帯であり、かつては特色ある美しい民族衣装が見られたが今は地方合唱団などに痕跡を残すのみである。
大ポーランドの服飾で特筆すべきは、ポスナン地方一帯で着用されたシャモトゥウィ衣装である。現在シャモトゥウィ村周辺の祭礼に用いられるこの衣装は、大ポーランド地方がプロイセンに領有された際の民族の象徴として着用された。
花や鳥の羽を飾った黒いフェルト帽、長ズボン、革のブーツ、赤いウールのジャケット、袖がない黒いウールの外套は膝までの長さがあり、舞踏や祭礼の衣装では、白シャツの襟元に華やかなスカーフを飾り、襟や左右に並んだ真鍮のボタンのボタンホールを赤糸でかがっており、赤と黒の対比が凛々しくも美しい。
女性は白糸刺繍を施した白いチュール布のボンネット、ボディス、踝まであるスカート、黒い紐締めの短ブーツ、青や水色の裾に刺繍をしたエプロンという清楚な印象の衣装である。ボンネットは既婚の婦人のものは耳を覆うほどだが、祭日のみに未婚女性が付けるものは小ぶりである。祭日には黒いビロードのボディスも着られた。

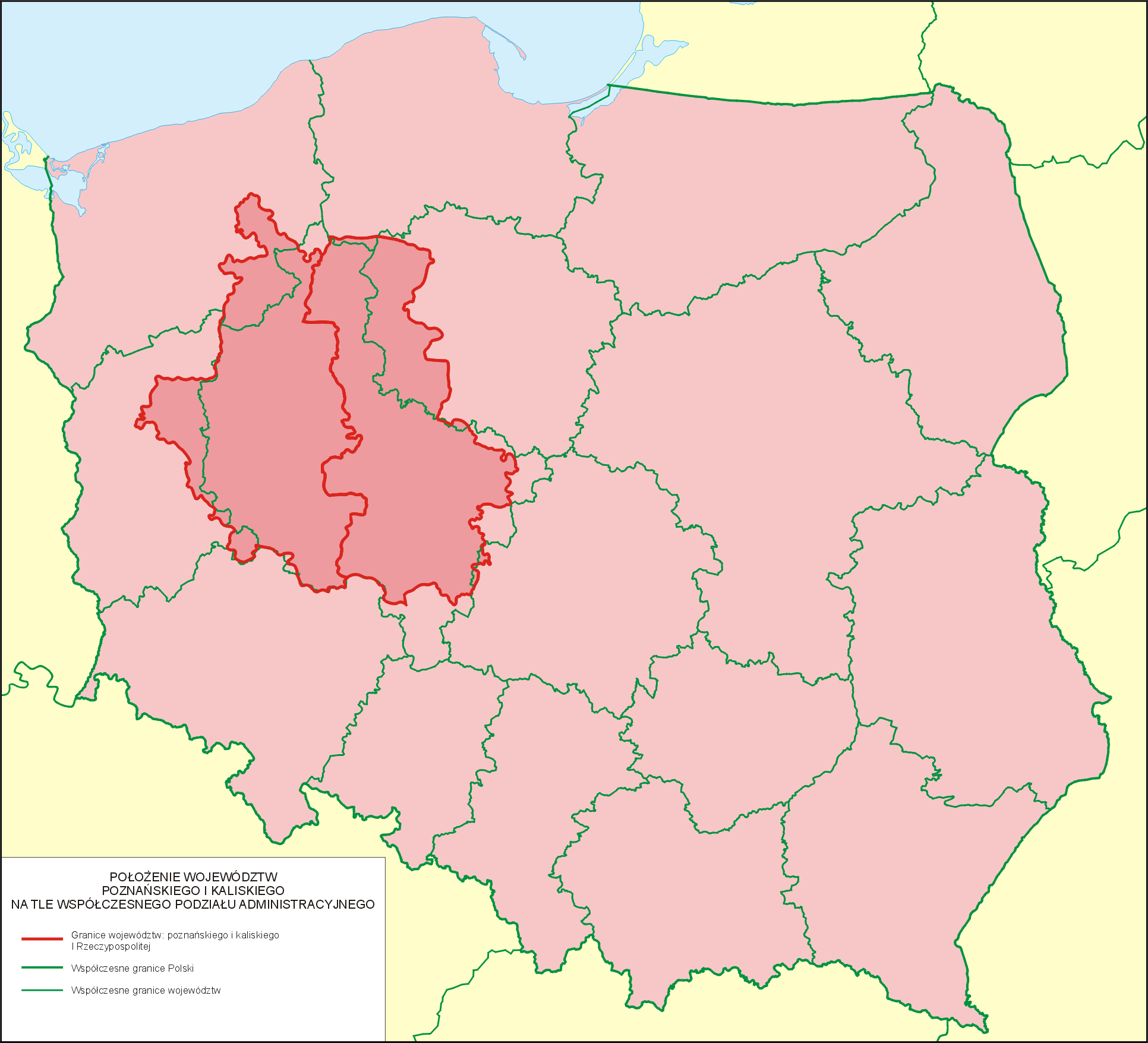
大ポーランド地方の位置
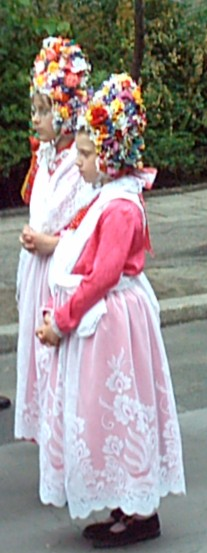
未婚女性用の頭飾りを身に着けたバンブジ人(英語版)
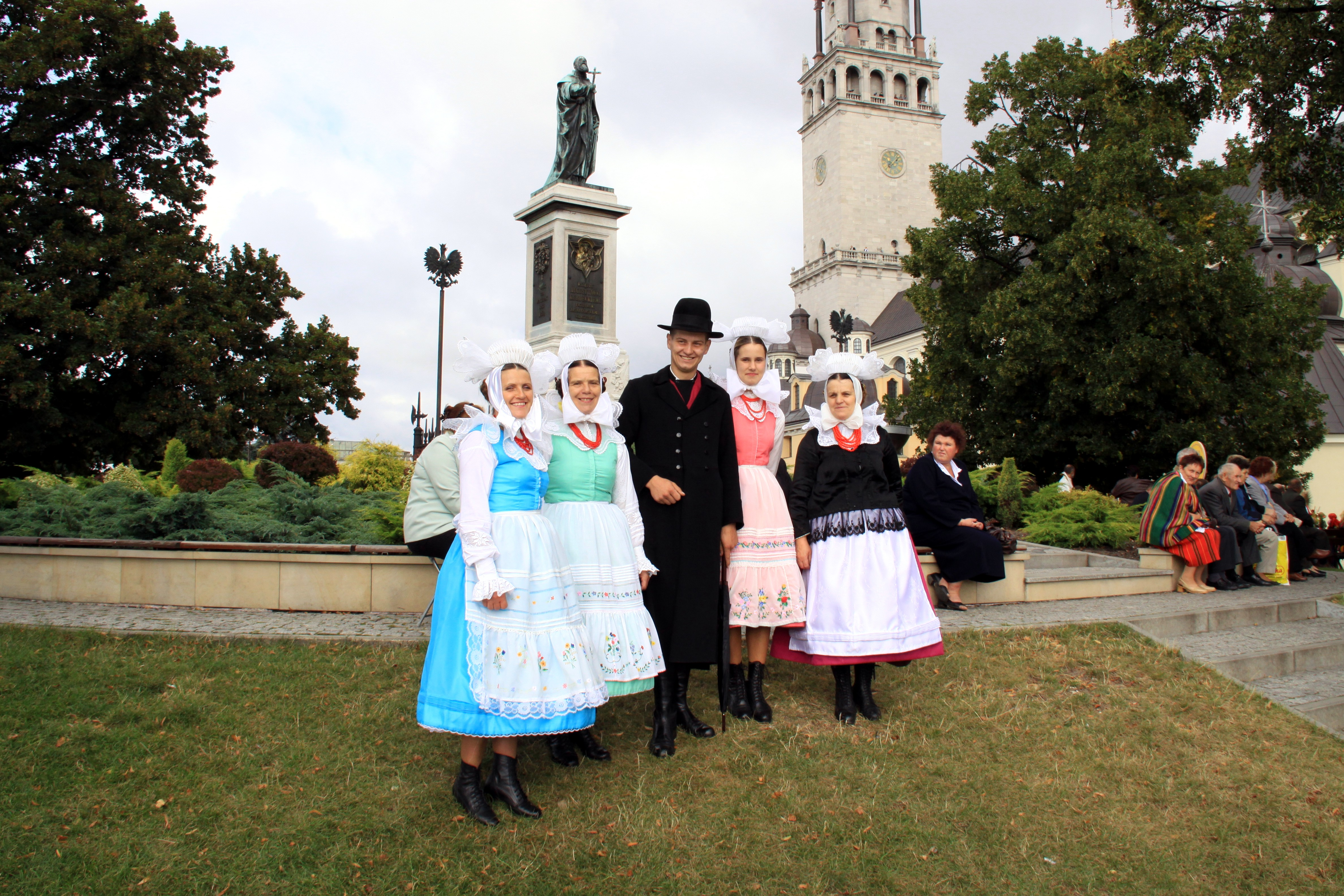
クロビャ(英語版)の既婚者の伝統衣装
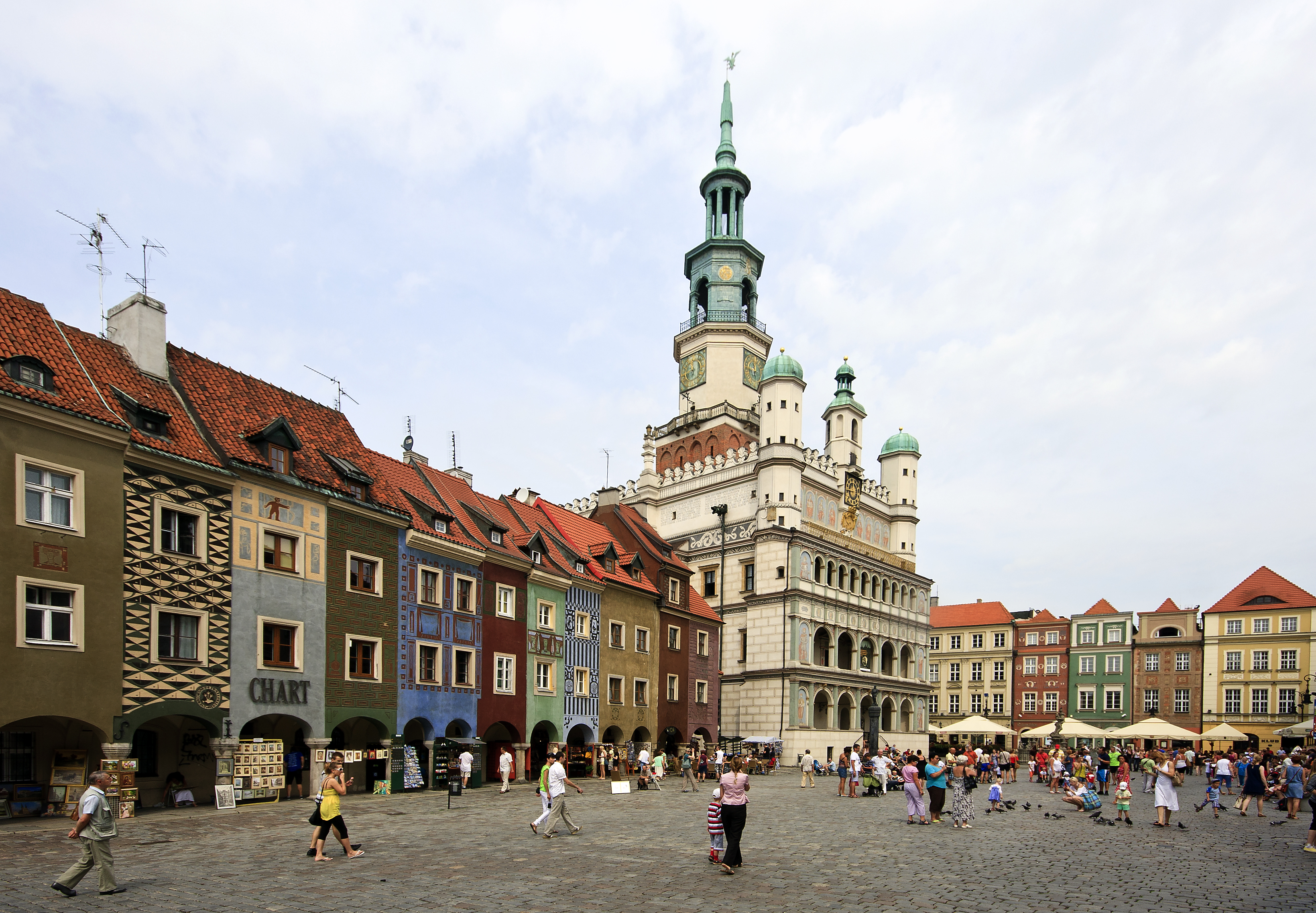
ポスナンの市庁舎と旧マーケット

## クヤヴィ地方の特色
ポーランドのでも歴史が古く早くから開けた地域で、やはり農業が盛んであった。衣装は豪華で重厚である。
豊かな農園主が多いクヤヴィでは、リボンや飾りピンなどで飾られたシルクハットや、若者は「ロガティフカ」という灰色か黒のアストラカン（子ヒツジの毛皮）で縁どりをした紺色のウールの帽子を被った。「スクマナ」というやや細身のケープの付いた毛皮のコートが好まれた。結婚式では、腰を絞り背にギャザーを入れた袖のない紺の外套が着られた。白いシャツの上のジャケットと共布の長ズボンはウール製、腰にはふさのある毛糸の飾り帯を巻き、革靴をはいた。祭りの日には高い踵のプリーツを付けた革のブーツを穿いたが、この爪先には金色のスパンコールが飾られていた。
既婚婦人は白糸刺繍を施したチュール布の白いボンネットを付け絹のスカーフで頭に留めている。襟元をフリルのようにした白いブラウスに、エプロンはピンクや赤で白い糸で裾に刺繍をし、踝まである緞子のたっぷりとしたスカートをはいた。スカートの色は青か緑か深紅が好まれた。縁を金糸でかがった黒い毛皮のケープ付き上着は裕福な既婚婦人が好んで着たもので、ウエストを絞って裾をギャザーで広げてある。未婚の娘たちは青系の、やはりウエストを絞って裾をギャザーで少し広げたボディスを着た。冬にはトルコ模様のついた大判のショールを着た。祭日には十字架やイエスの姿を彫ったメダルなどを提げたサンゴや琥珀のビーズを連ねたネックレスを何連かかけた。

クヤヴィ地方の位置
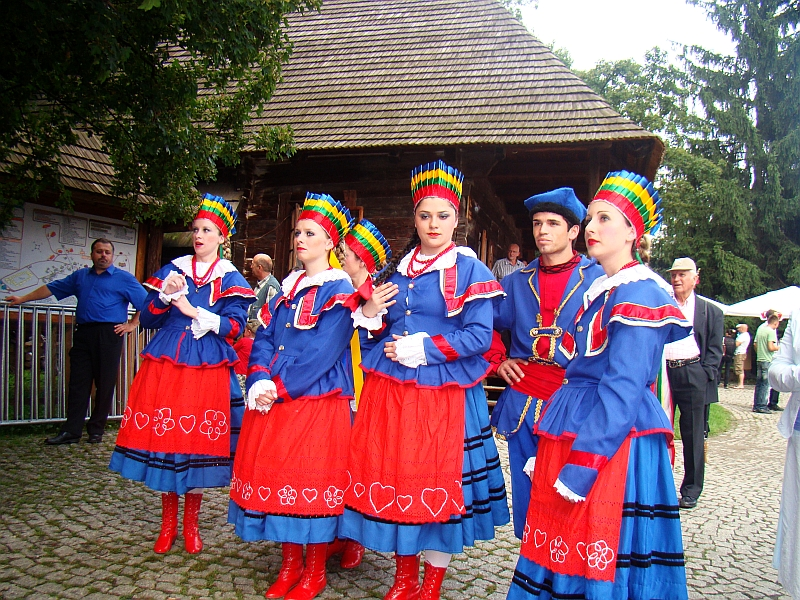
クヤヴィ地方

## シロンスク地方の特色
シレジア・シュレジエンとも呼ばれる山がちの地方。南東部は工業地帯でもある。
ロズバルクの衣装
上シレジアを代表する優美な衣装。男子は白いシャツの上にウールの尻丈の袖なし外套を着る。この外套は18世紀の宮廷衣装の名残を残して、古風なデザインである。
女子はさらに華やかで、細長い薄い亜麻布にレースの縁をつけ花模様の絹のリボンを結んだ被り物。レースを飾った白いブラウス。黒や澄んだ青、明るい赤のウールのボディスには金色のボタンがついていて後ろにリボンを飾った垂れがつき、さらに鮮やかな襞襟を付けている。「キエツカ」と呼ばれるスカートはジャンパースカート型で踝丈、花模様の刺繍をしたシルクのエプロンをしており、アンダースカートで膨らませている。
チェシンの衣装
額をぴったりと覆うレースのボンネットの上にスカーフを掛け修道女のヴェールのように頭を覆う。襟の詰まったパフスリーブの白いブラウスの上に、金銀刺繍など装飾を施した赤か黒のビロードで出来たごく短い腰に三角の垂れがあるボディス（スカートに縫いつけられている）を纏う。スカートは黒や深紅や茶色で裾に青いリボンを飾る。エプロンはシルクで、細い鎖が何本も飾りについた銀のベルトをした。
カルパティの衣装
山岳地帯であり、羊飼いが多い。男子は山高帽に似た黒いフェルト帽を被る。外套は短く腰丈程度の白いウール製でパジェニツァと呼ばれるアザミなどの花束の刺繍が施されていて、祝い事には胸に赤い絹のリボンを付ける。白いウールに刺繍を施した細身の長ズボンに、「キェルプツェ」という一枚の四角い革で足を包む独特の靴にゲートルを巻く。
かつては女性は袖のないブラウスを着ていたが、今は他地方のようにパフスリーブなどになっている。黒いウールの巻きスカートにエプロンを締める。
ジヴィエツの衣装
既婚女性は宝石と金糸刺繍を施した赤茶色の被り物を被る。祝い事の席では毛皮のケープと赤か青の緞子の袖付きボディスを着た。既婚未婚を問わず刺繍入りのチュールのフリルのついたブラウスを着て、何枚もアンダースカートをはいた上から緞子の大きく裾の広がるスカートに絹サテンのエプロンをかける。

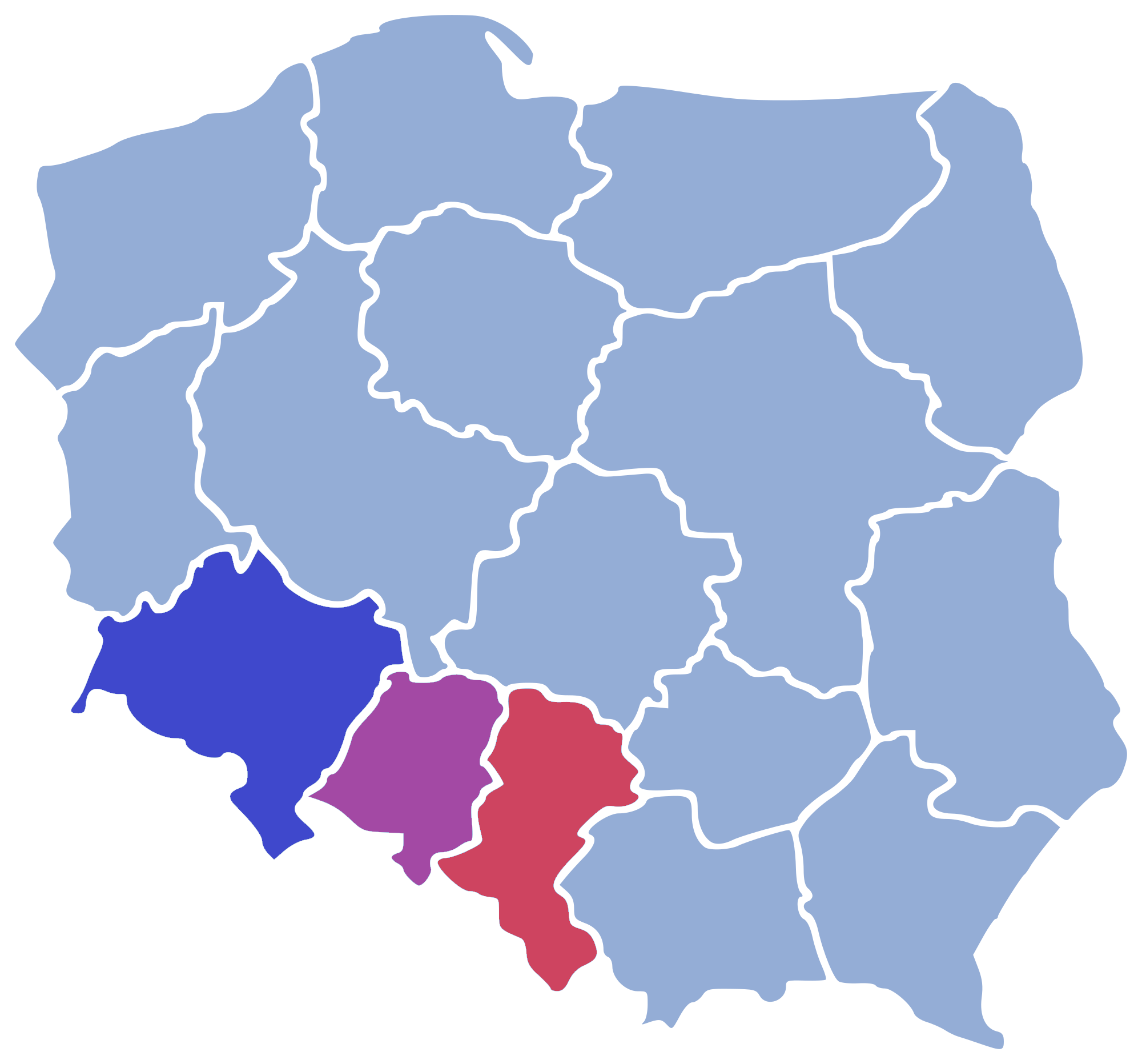
シロンスク地方の位置
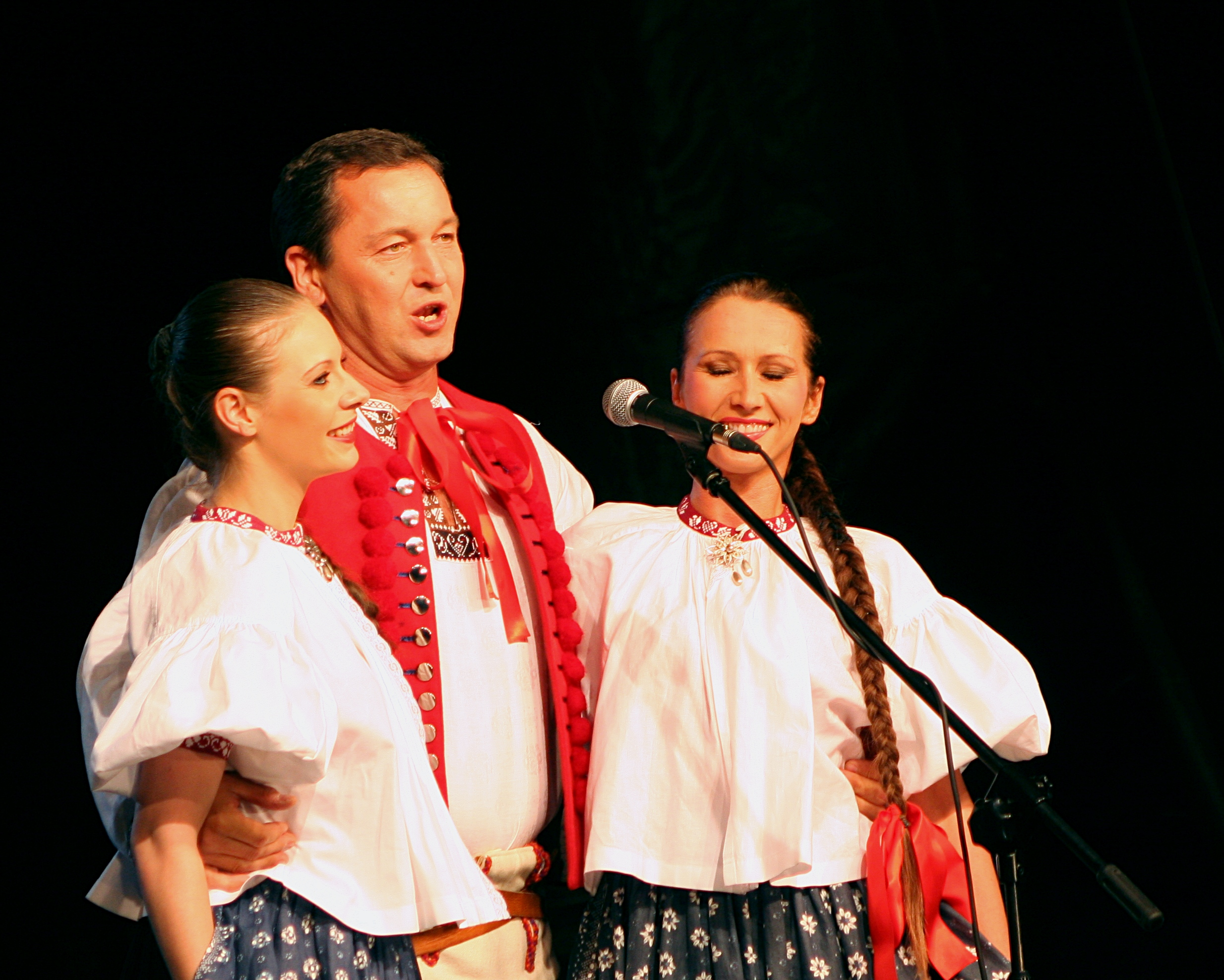
チェシン・シロンスク地方（英語版）
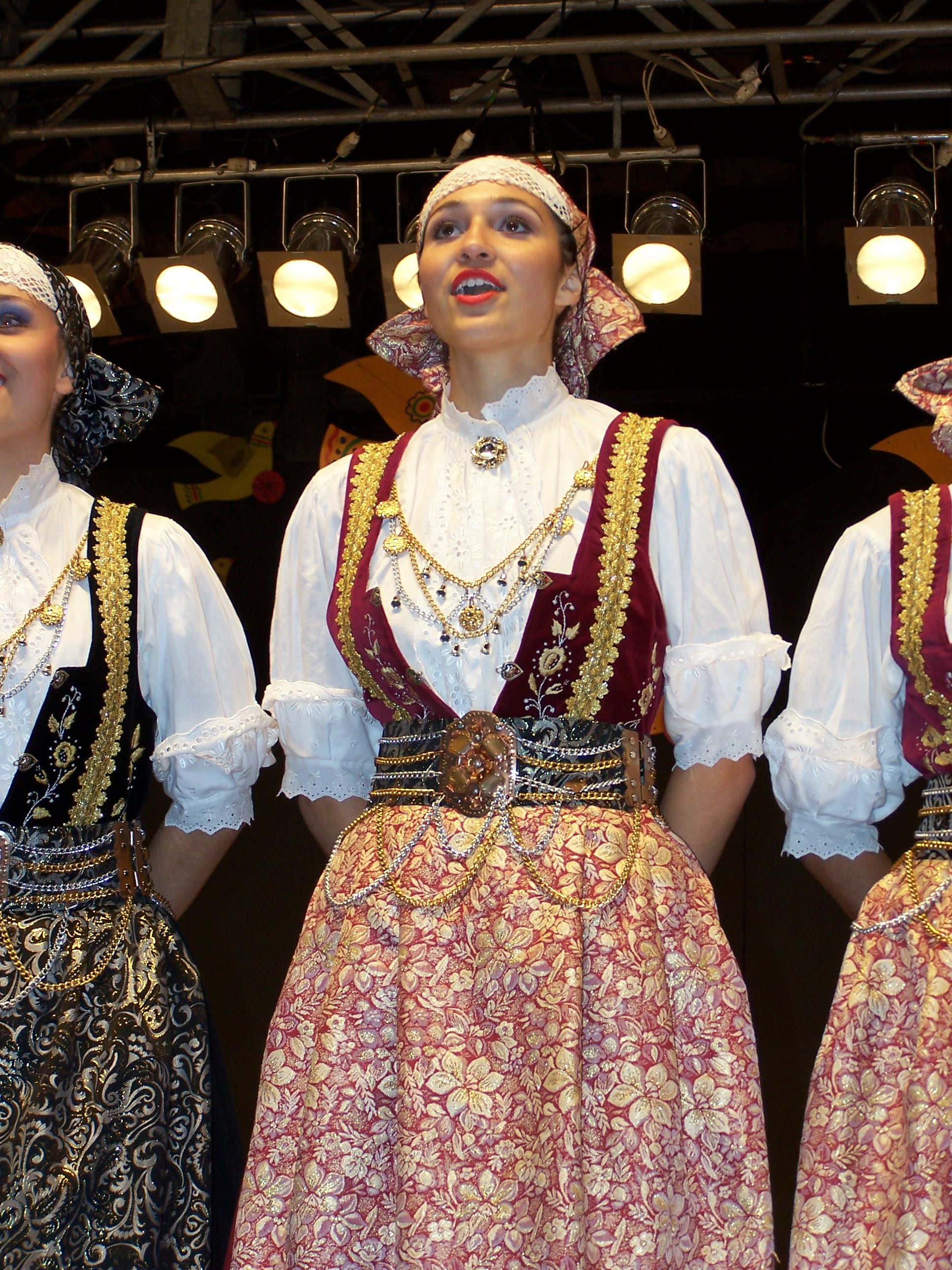
チェシン・シロンスク地方（英語版）
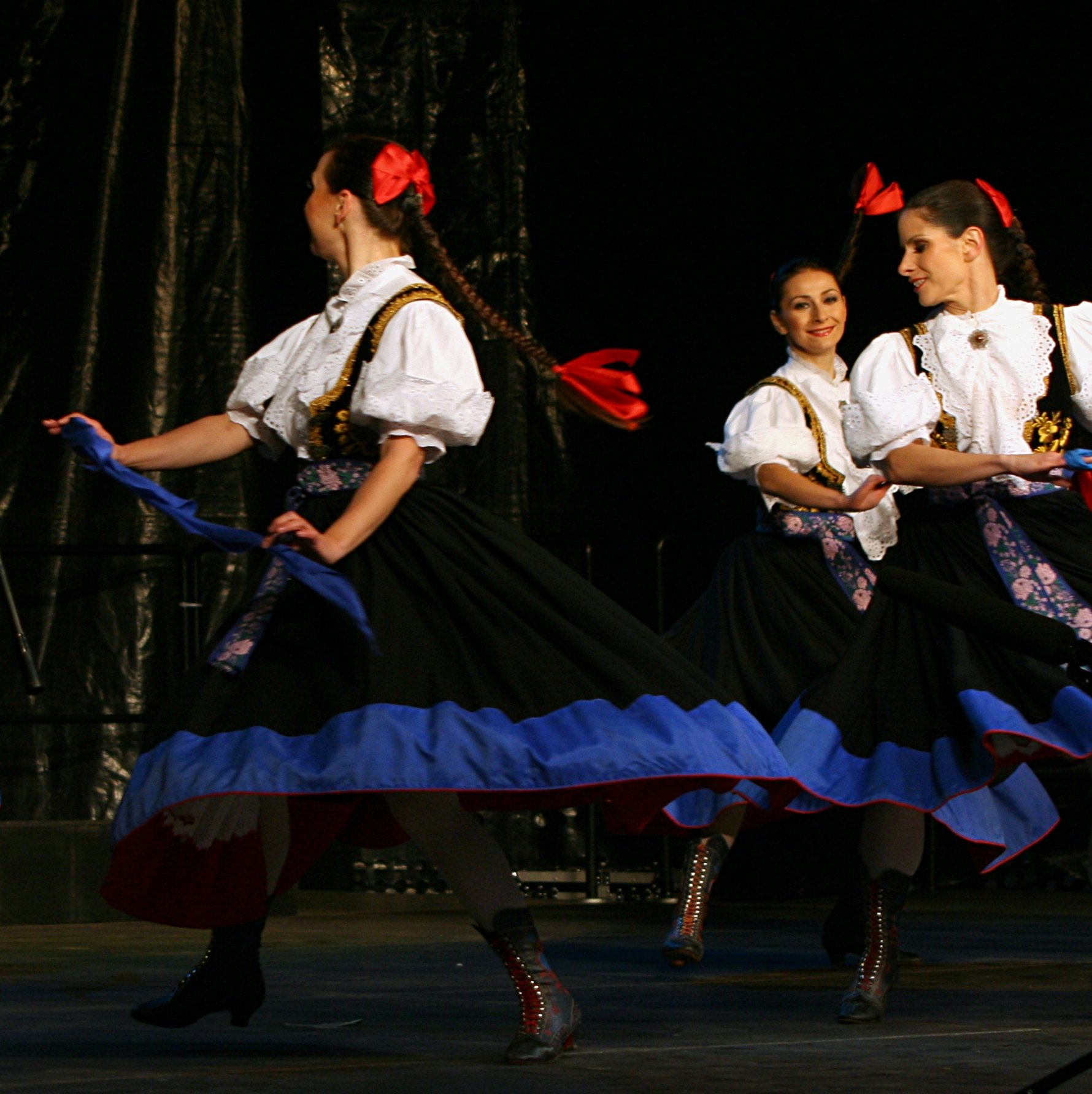
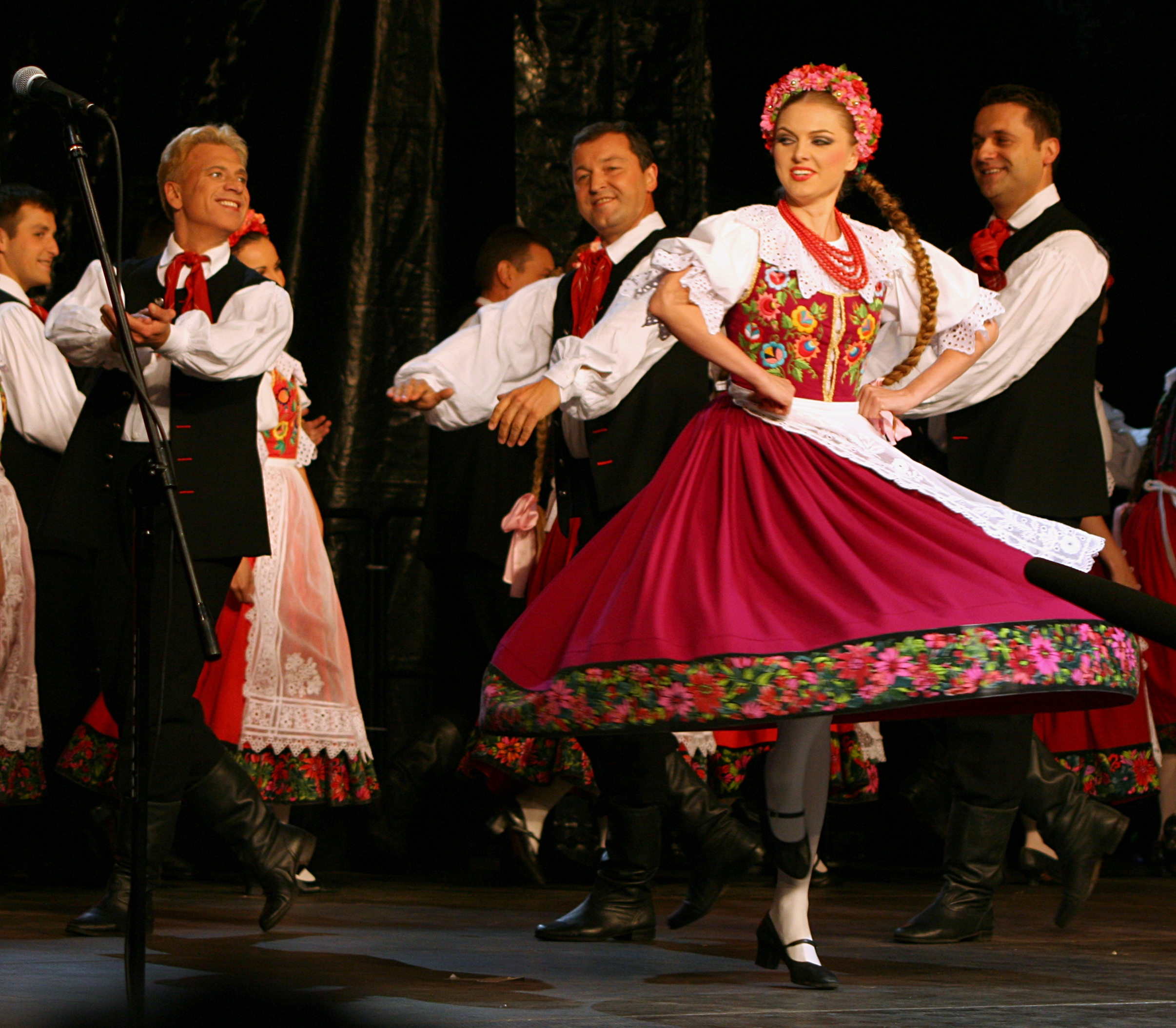
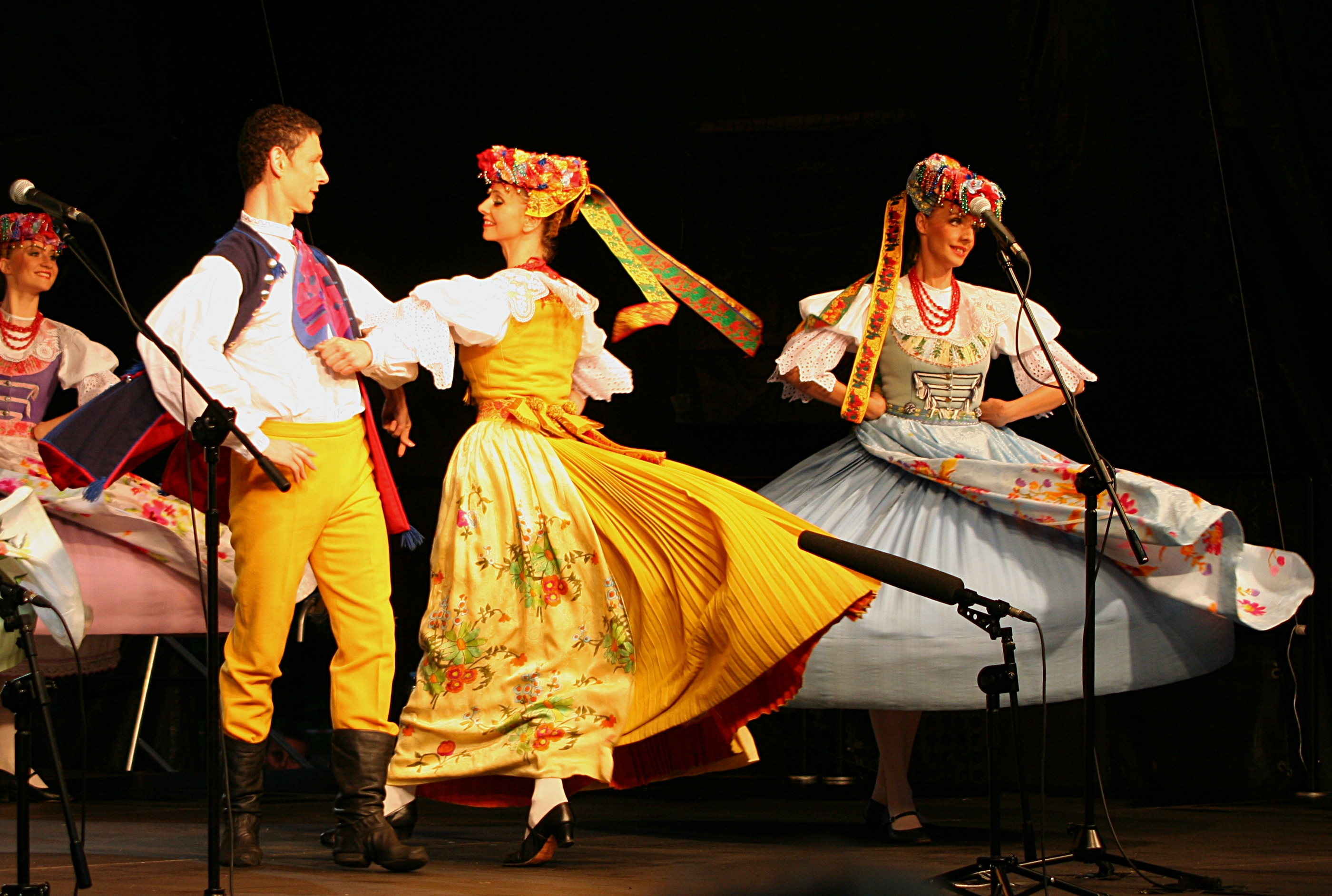
ビトム
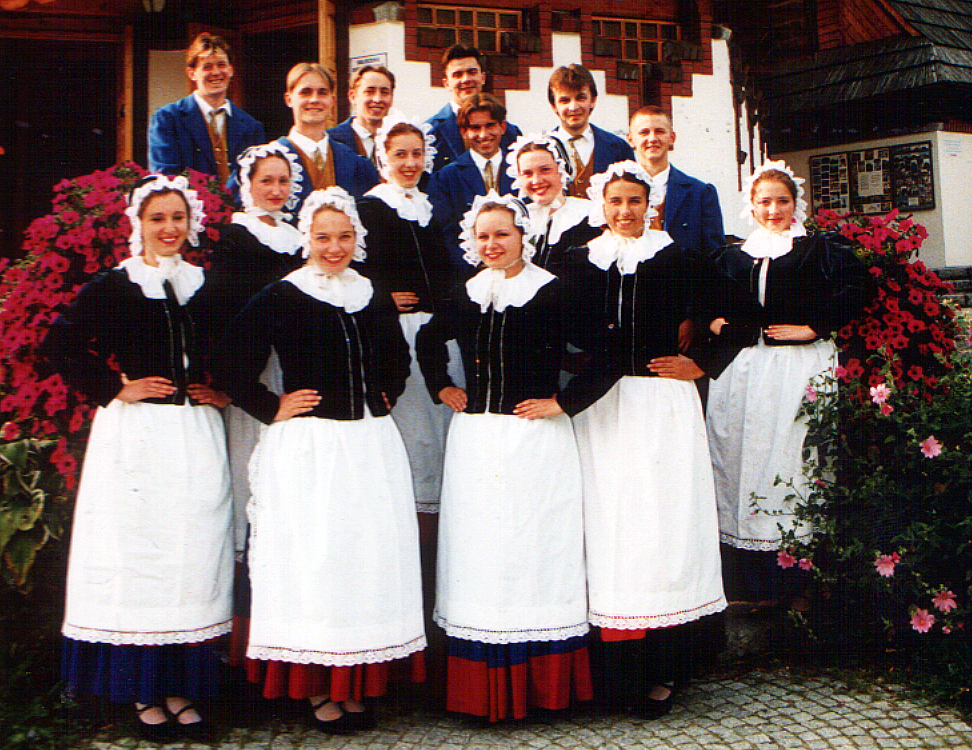
下シレジア地方
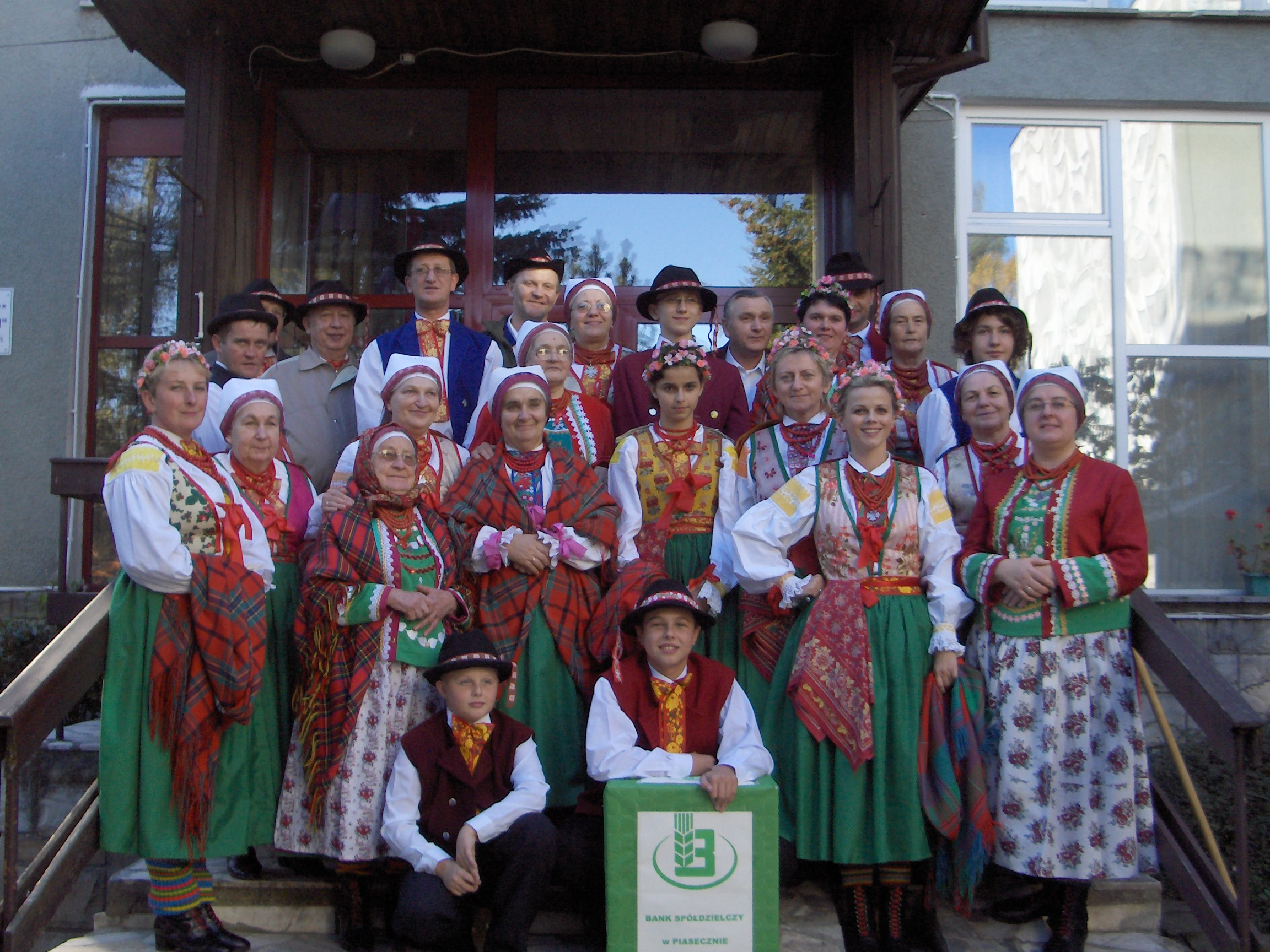
ヴィラモビツェ地方、ヴィラモヴィアン人（英語版）
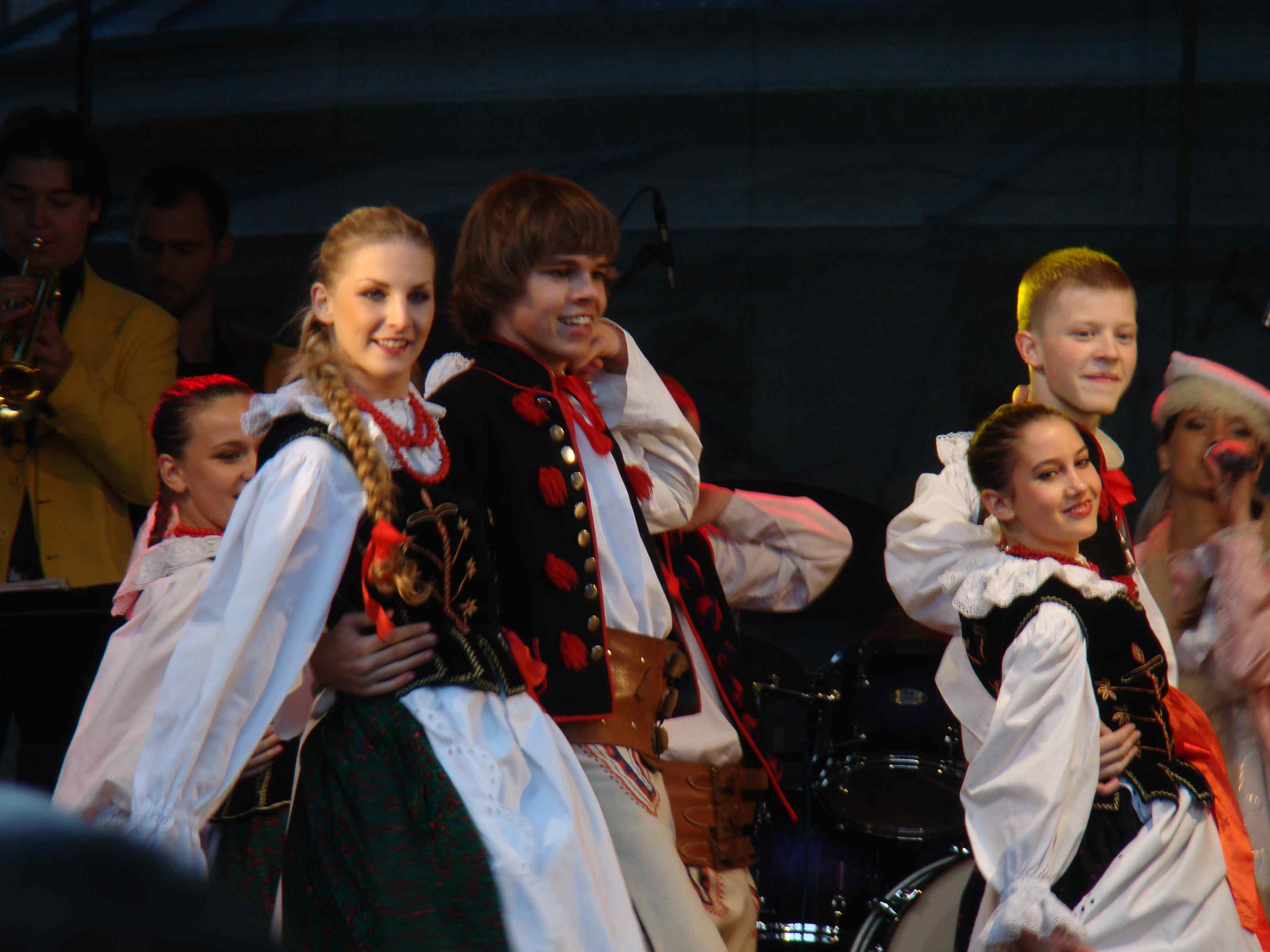
ジヴィエツ地方
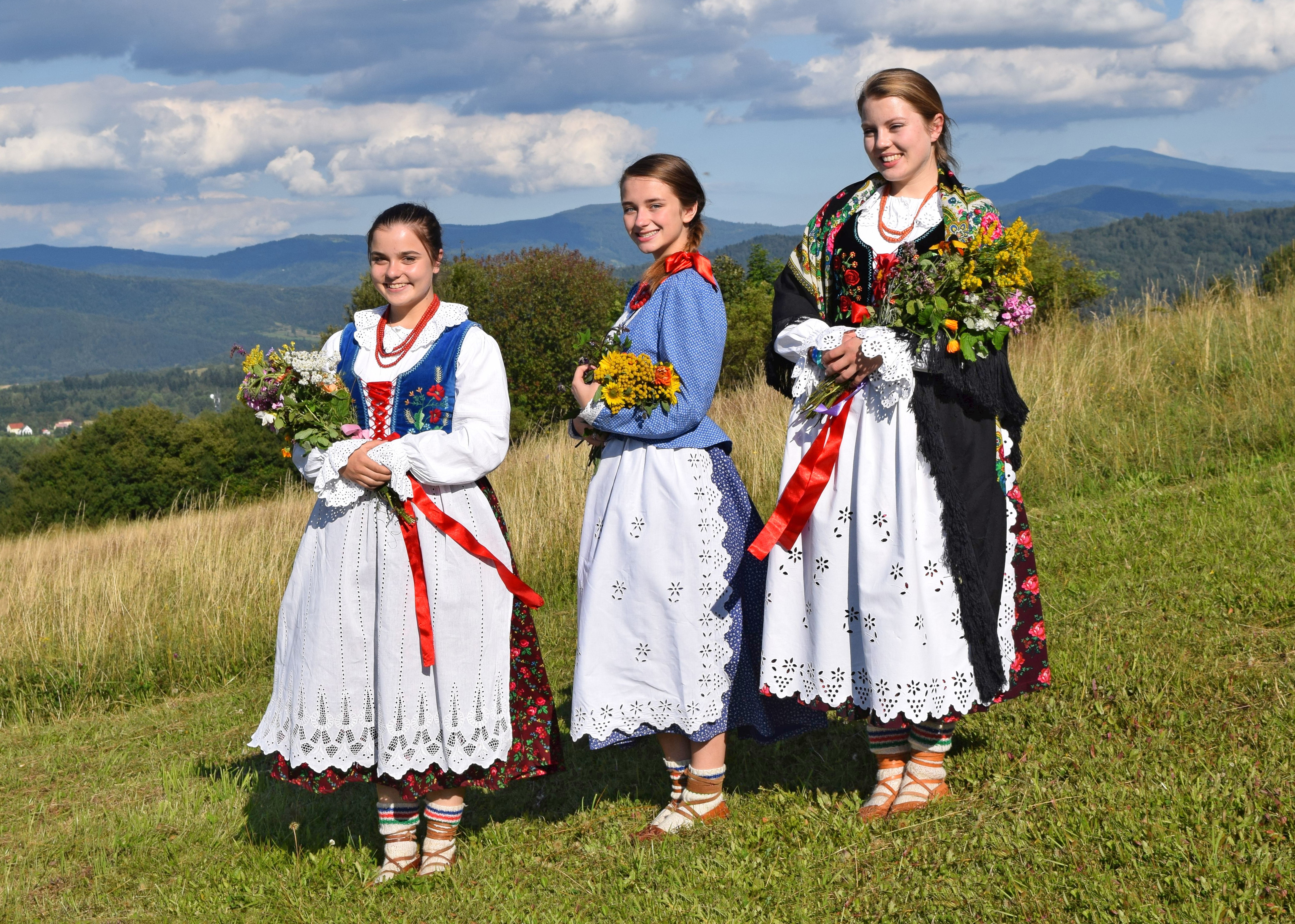
ジヴィエツ地方
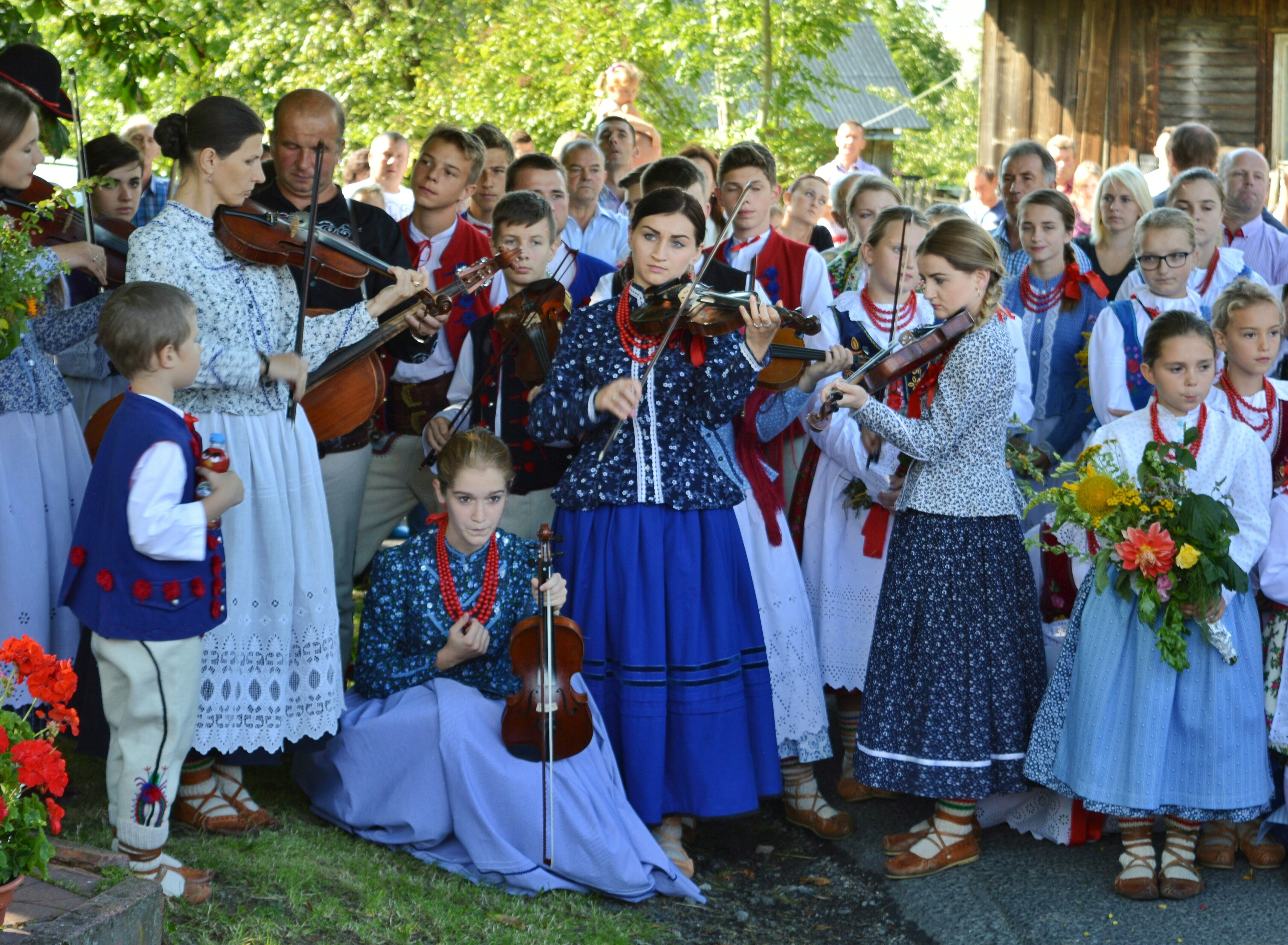
ジヴィエツ地方
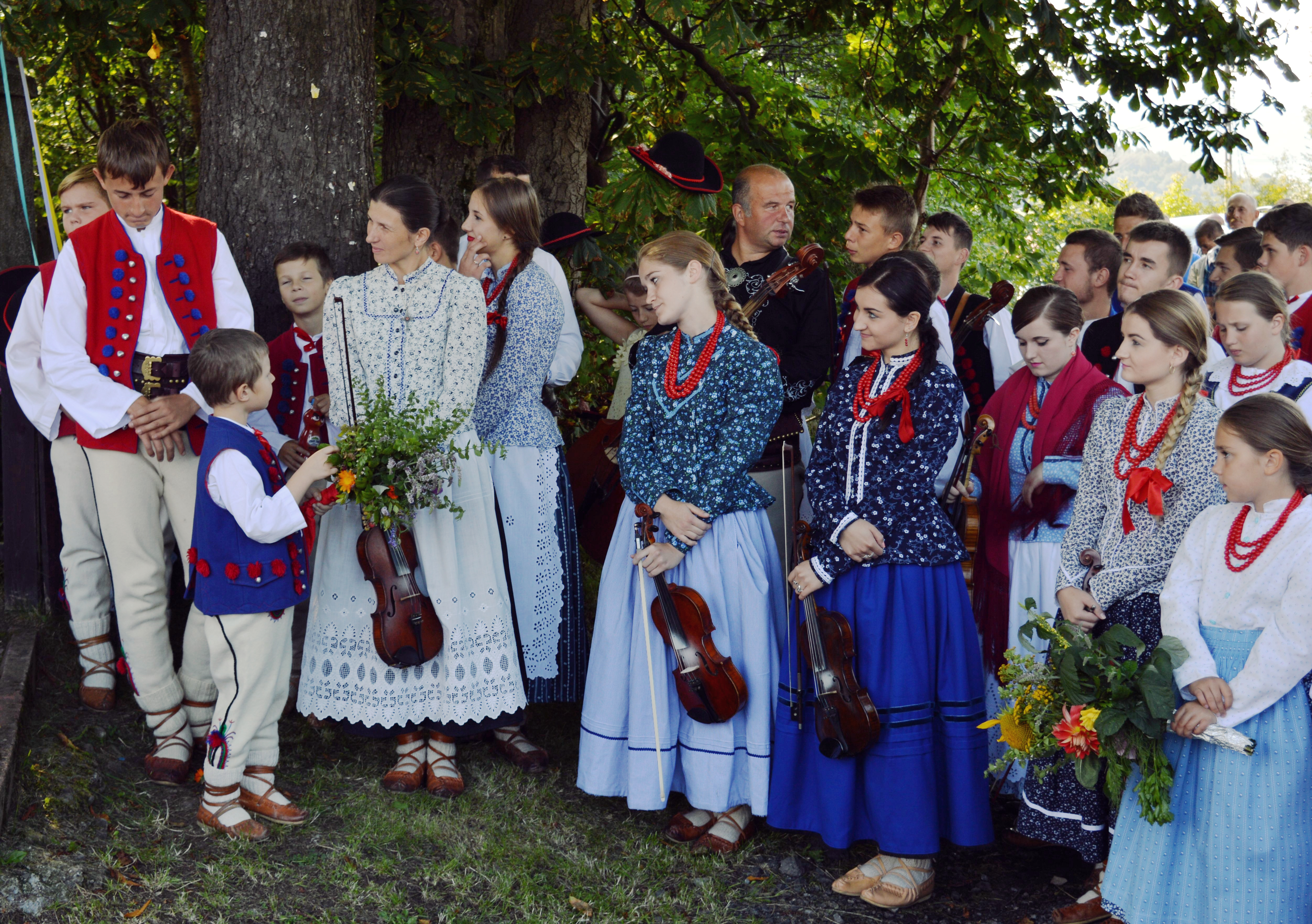
ジヴィエツ地方
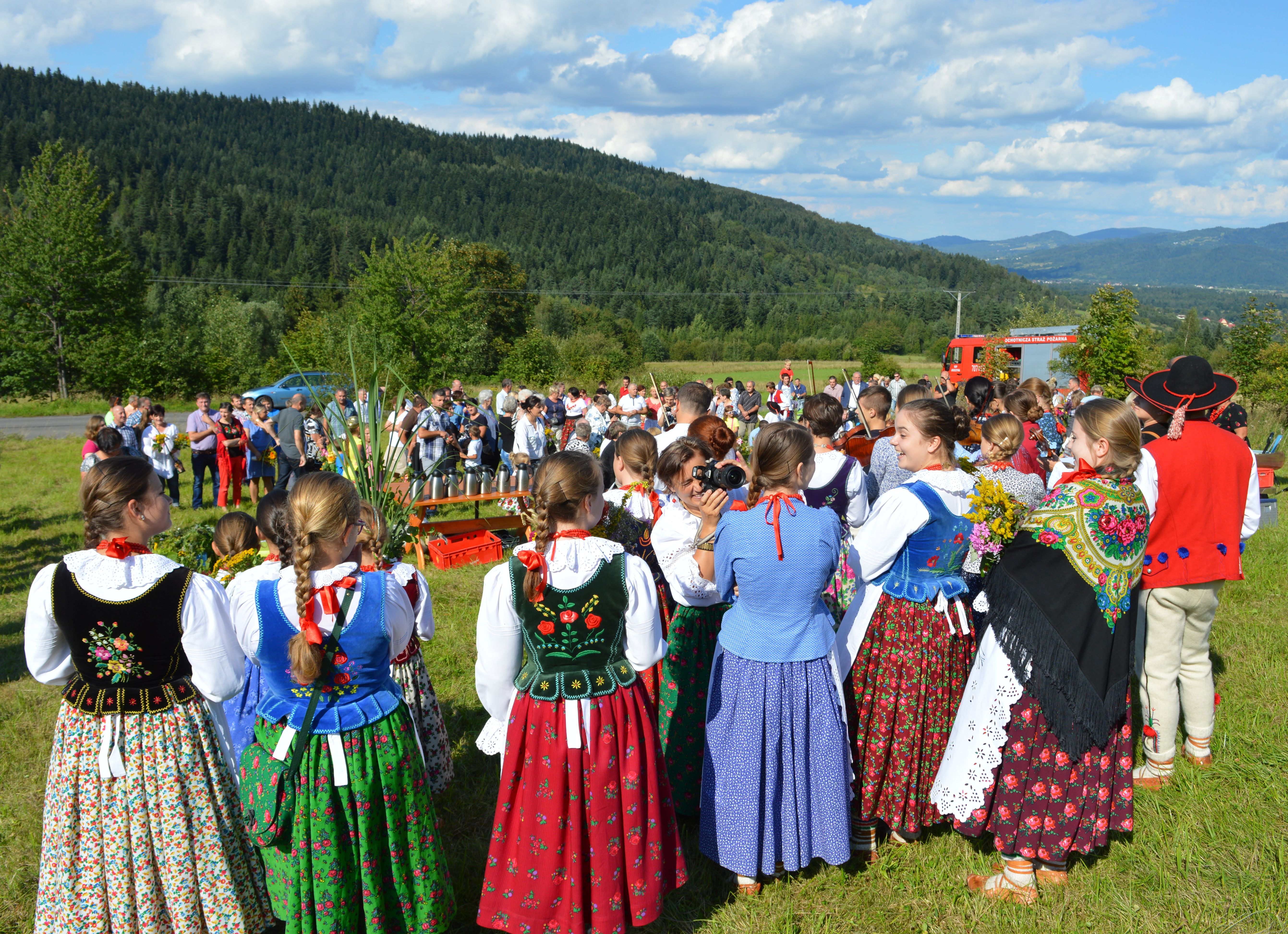
ジヴィエツ地方

## 小ポーランド地方の特色
かつての首都クラクフを中心に発展した南部の地帯。ポーランドの民族衣装ではこの地方のものがもっとも有名。他の地方でもここの民族衣装が着られることが多い。
クラクフの衣装
かつての首都であり服装も豪華。男子はクヤヴィの部で述べた子ヒツジの毛皮で縁どった帽子を「マギェルキ」と呼んで着用する。色は赤で孔雀の羽根が付いている。「スクマナ」というケープ付きの長い外套の他に、トルコの影響を受けた大きな後部が三角になった襟のついた「キュレヤ」という白やベージュや紺の外套をまとう。襟をくつろげたシャツの上に襟を立てた袖のない膝丈ジャケットを着る。ジャケットは飾りボタンや房飾りで装飾され、その上から様々な鳴り物を提げたベルトを締めた。ズボンはデニム地で細い縞模様、冬季は紺のウール。革のブーツを履く。
女性は既婚女性はスカーフを被る。白いブラウスに、アンダースカートで可能な限り膨らませた無地の踝丈のスカートをはいて、白か細かい花模様のエプロンを締めた。エプロンは刺繍などで飾り、裾をギザギザ模様に飾り断ちしていることもある。ボディスはビロードや緞子で出来ていて未婚女性はスパンコールや刺繍などで非常に華やかに飾り立てる。大きなショールを好んで用いる。
ソンデンツキェの衣装
黒いフェルト帽、紺に赤い裏地を付け腰を絞って裾を四枚接ぎにして優美に広げた17世紀の貴族の乗馬服に似た膝丈の外套と、同じ紺色のズボンにはたっぷりと刺繍が施されている。靴も乗馬靴のように先が反り返った黒いブーツである。これは、17世紀にこの地方の住民がスウェーデンの侵攻を食い止めたために、王から記念としてスウェーデン兵の衣装を着ることを許されたという来歴の伝説がある。
女子は赤糸で刺繍した白いスカーフ、大きな襟と裾に22もの襞を畳んだジャケット、スカート、エプロンの一揃いである。
ルブリンの衣装
子ヒツジ縁の帽子をこの地方では「ドゥウバンギ」「ジャルナ」と呼ぶ。もっと一般的には麦わら帽子とフェルト帽を被り、青いウールのジャケットとズボンを穿く。婚礼などでは赤糸刺繍をした茶色の「スクマナ」を着て、シャツは赤いアップリケの付いたズボンや金属ボタンで飾った革ベルトの外に出す。ヴェストの上に赤いアップリケと小さな赤い立ち襟が特徴的なジャケットを重ねる。
女子はクラクフに準じる。

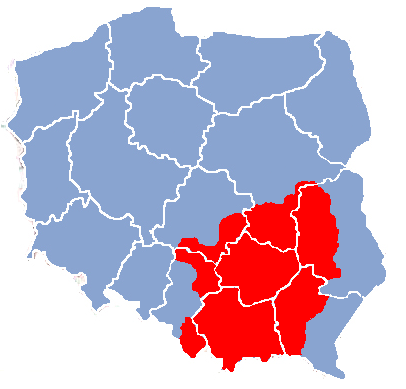
小ポーランド地方の位置
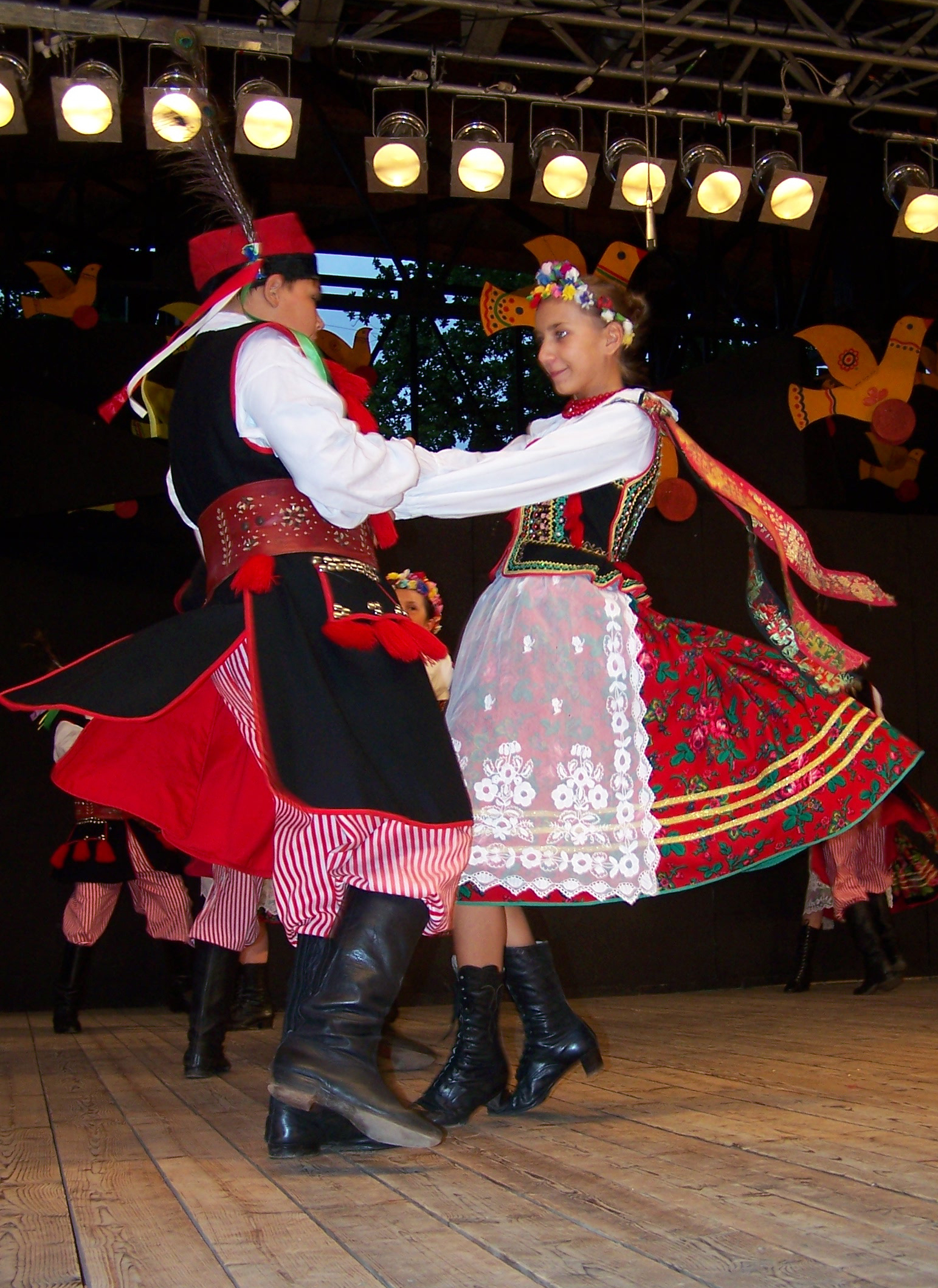
西クラクフ
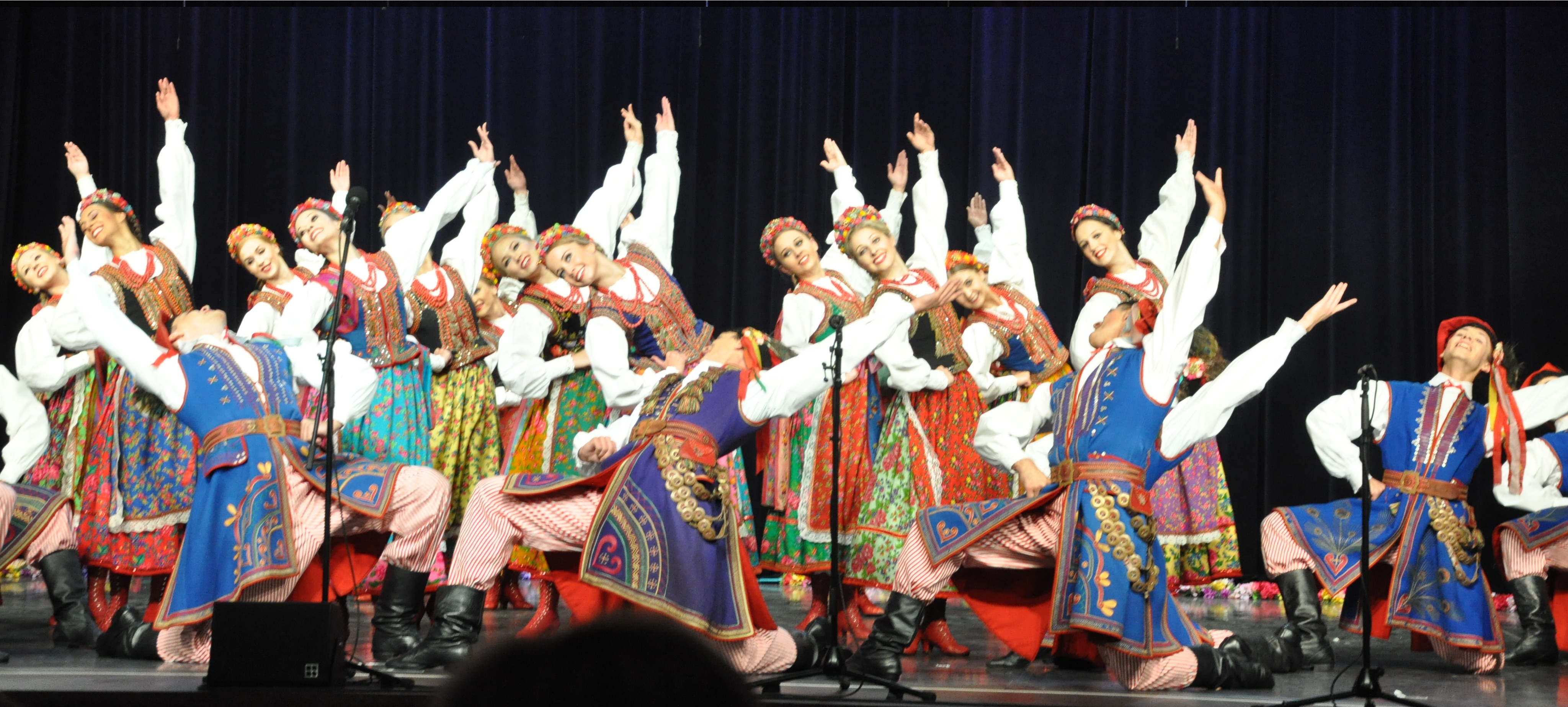
東クラクフ
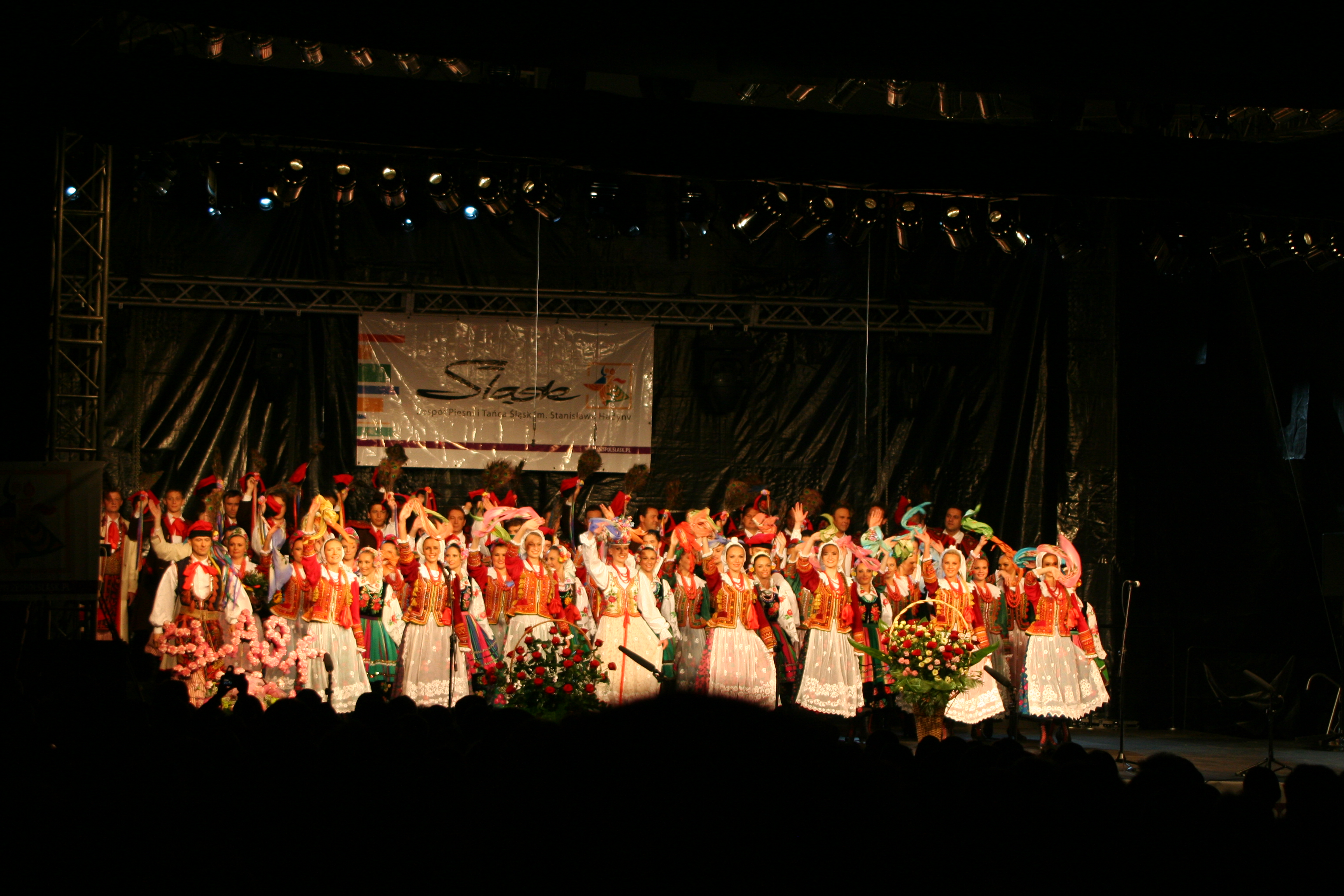
クラクフ
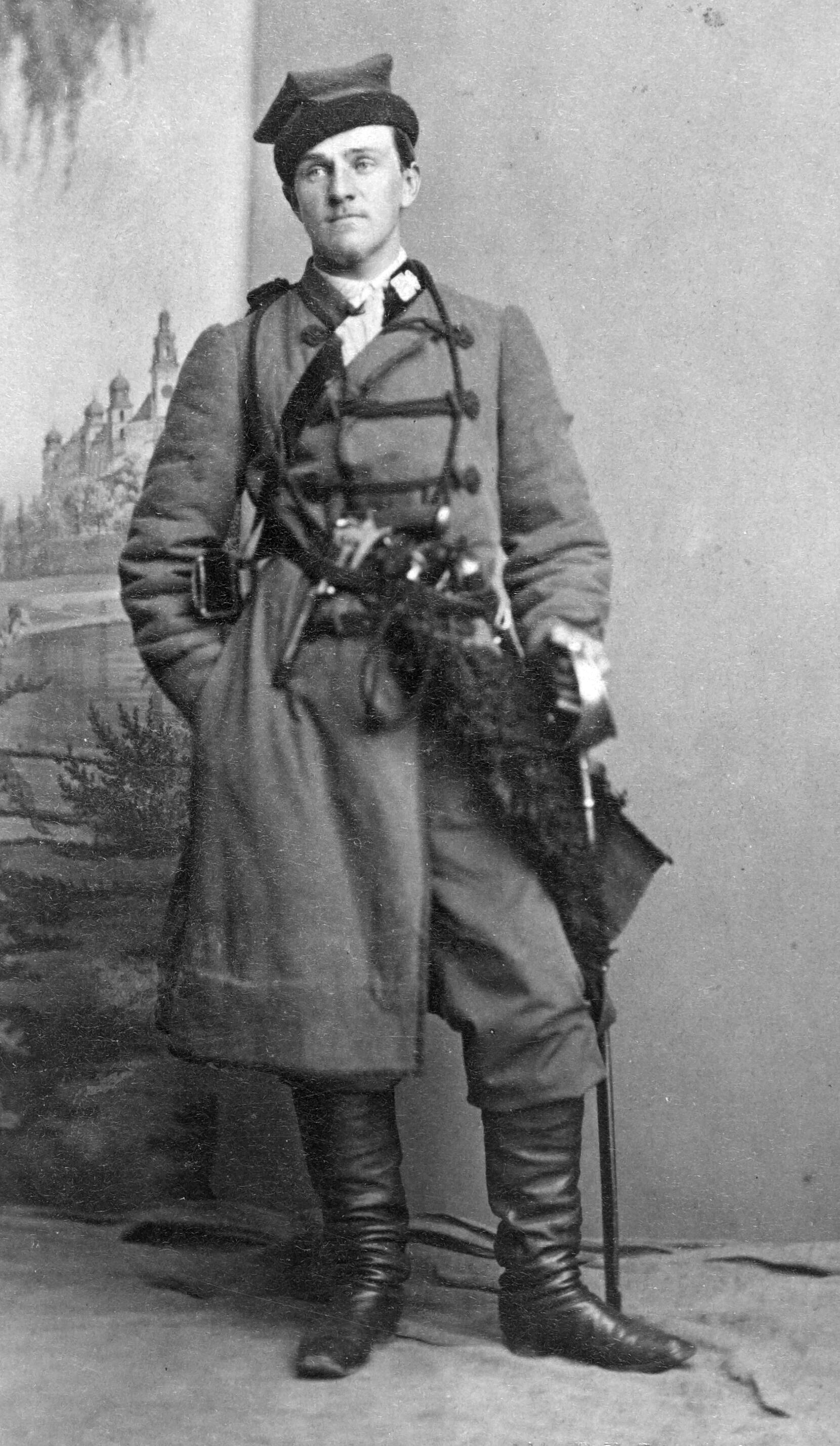
小ポーランド地方
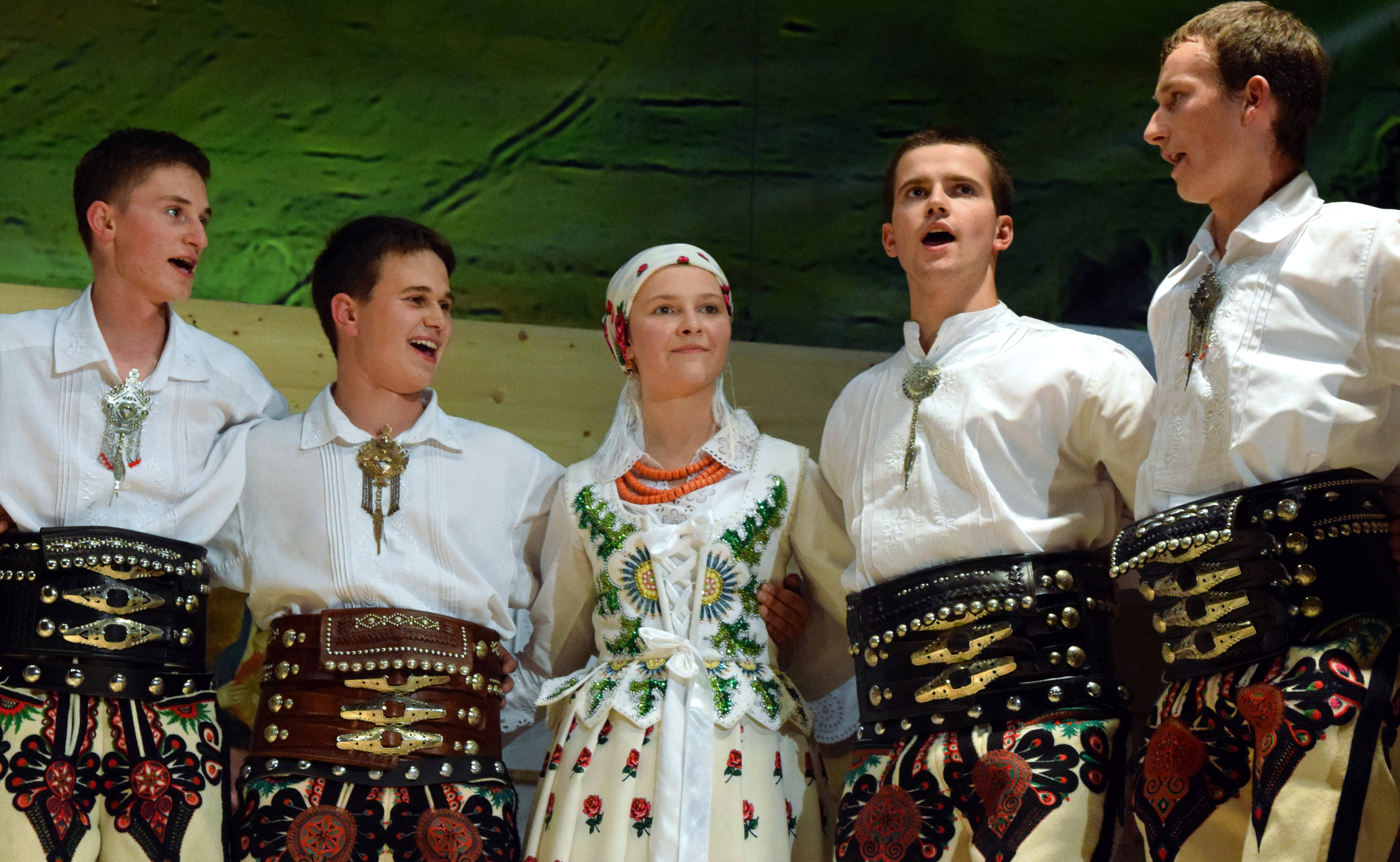
ポトハレ地方(英語版)ザコパネ
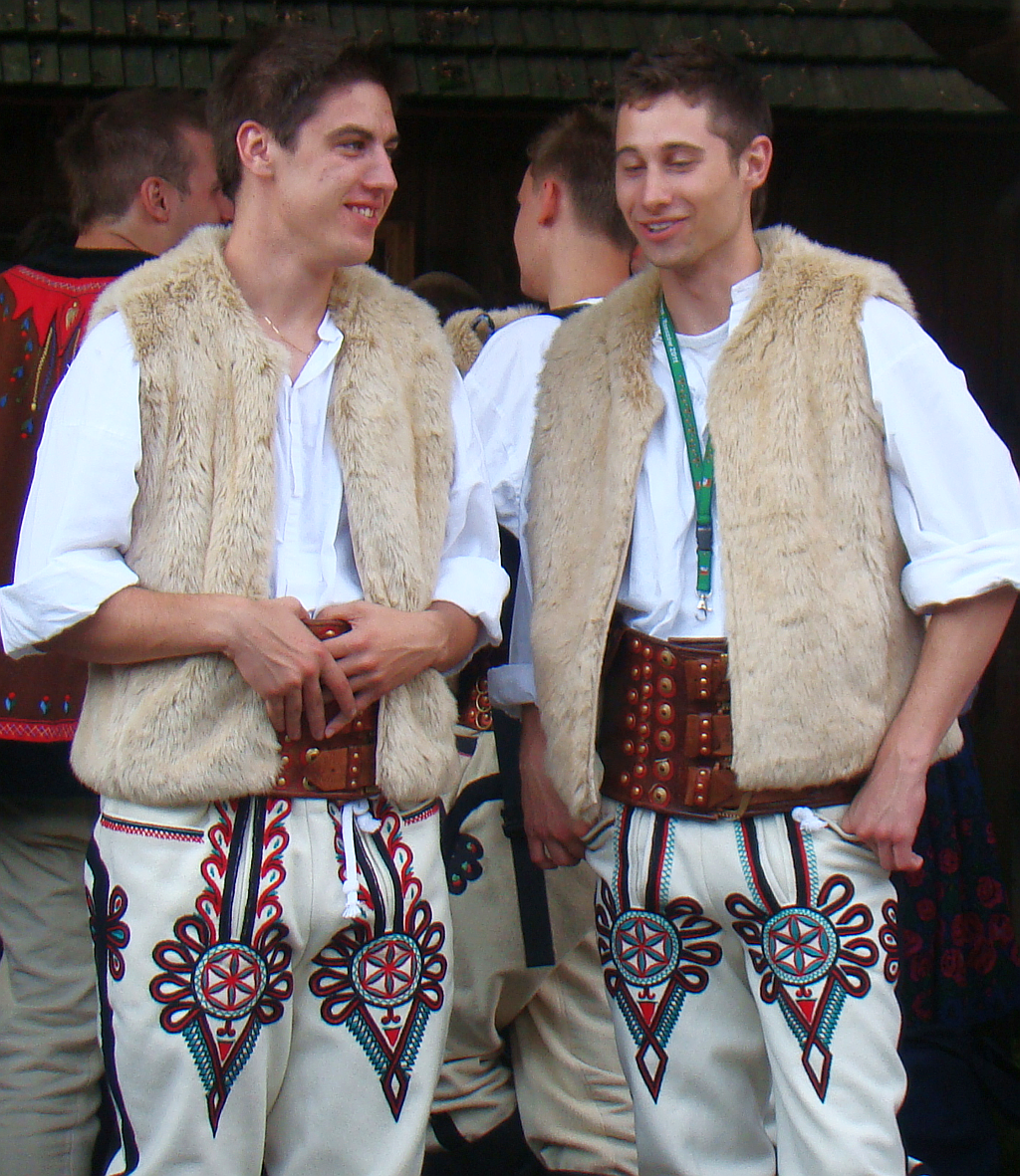
ポトハレ地方(英語版)ザコパネ
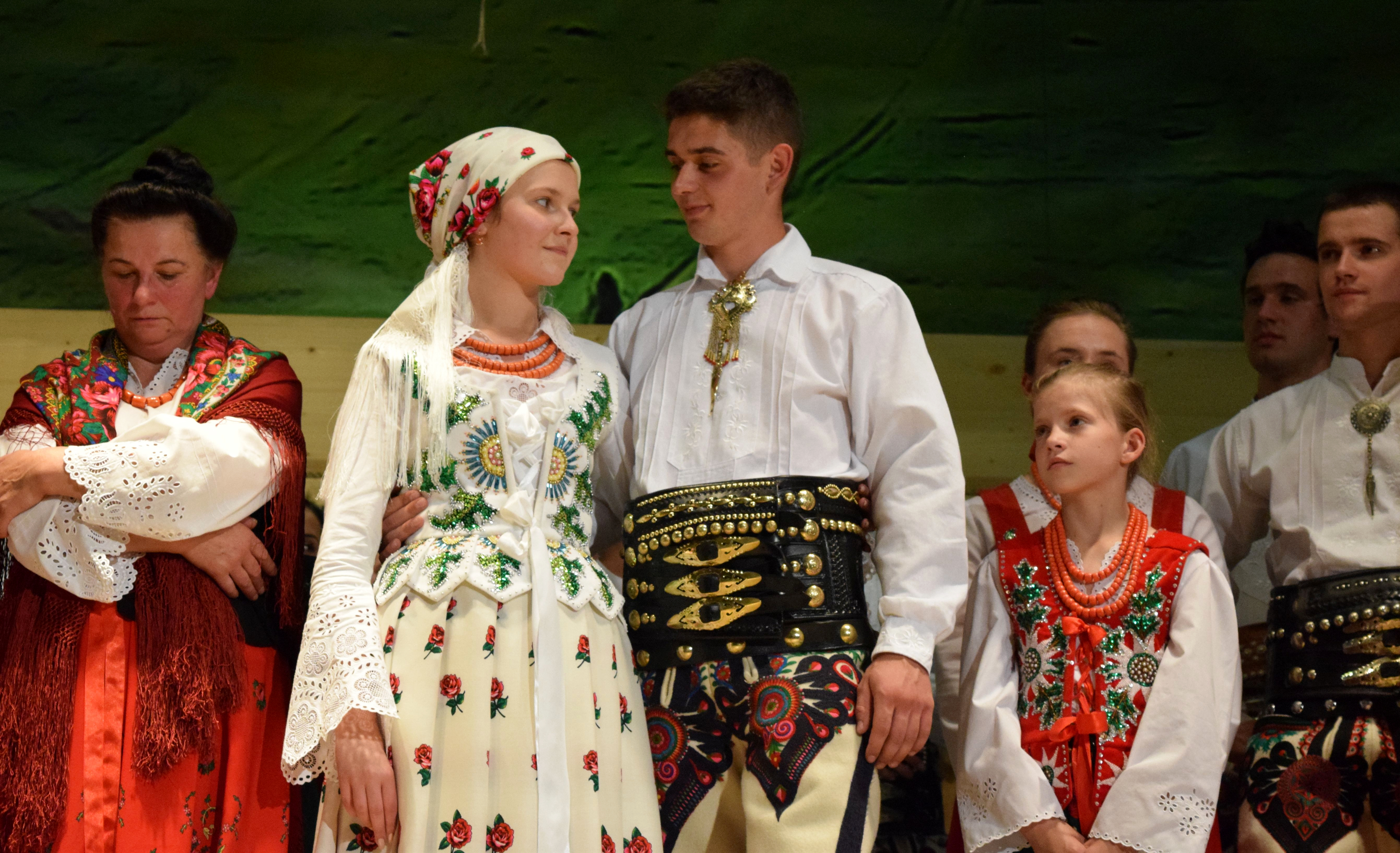
ポトハレ地方(英語版)ザコパネ
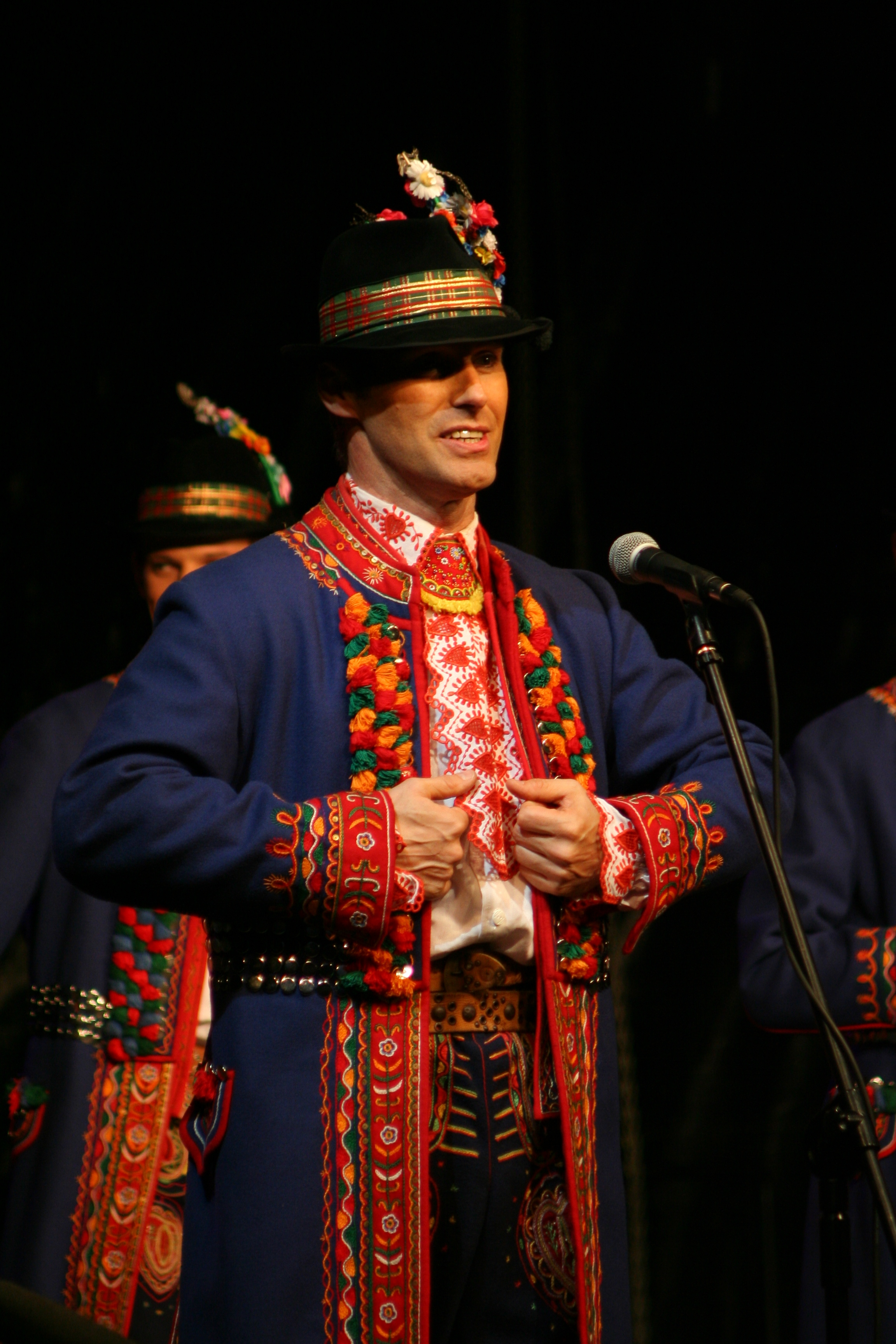
ラヒ・ソンデツキェ (lachy Sądeckie (英語版))の男性の衣装
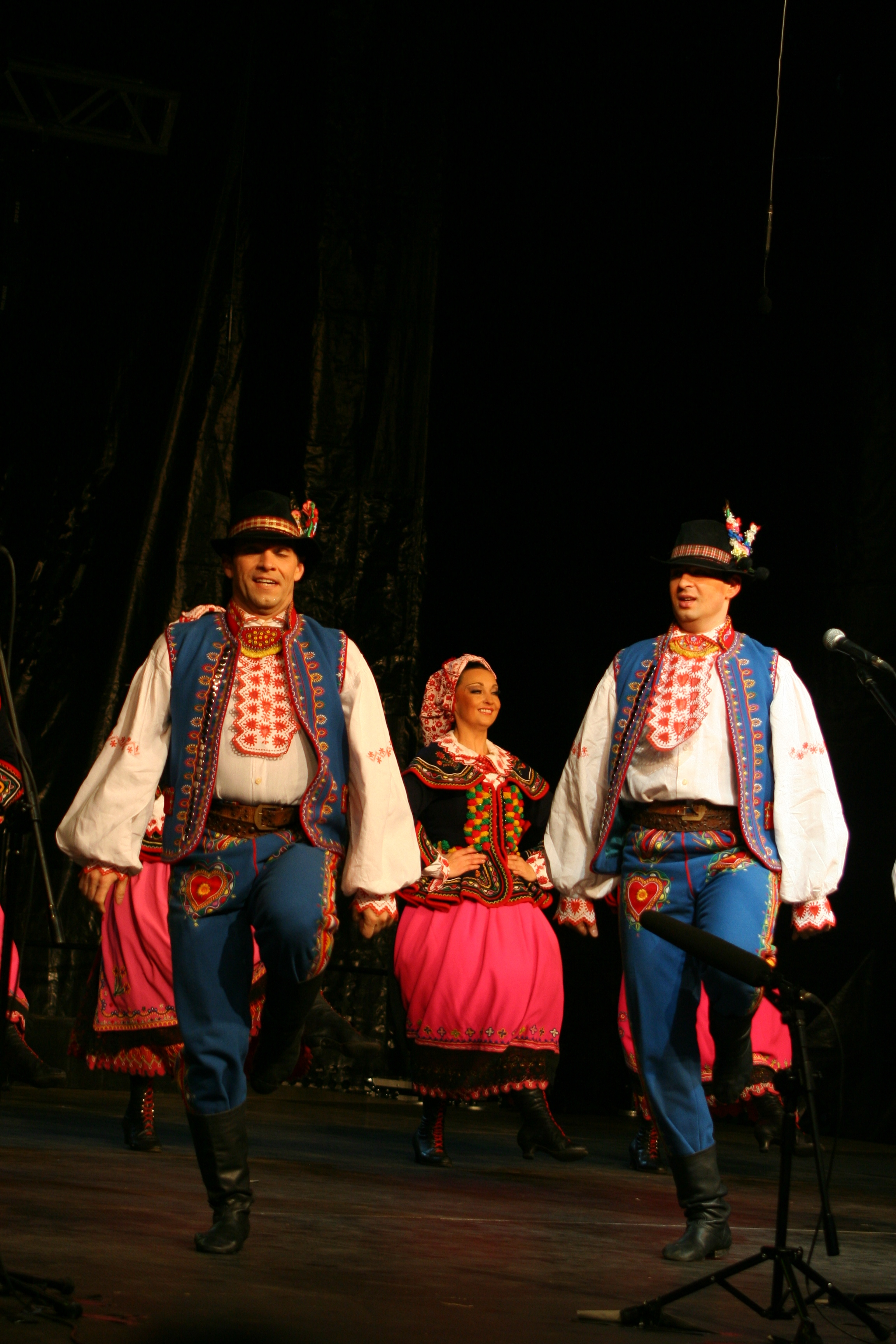
ラヒ・ソンデツキェの既婚女性の衣装
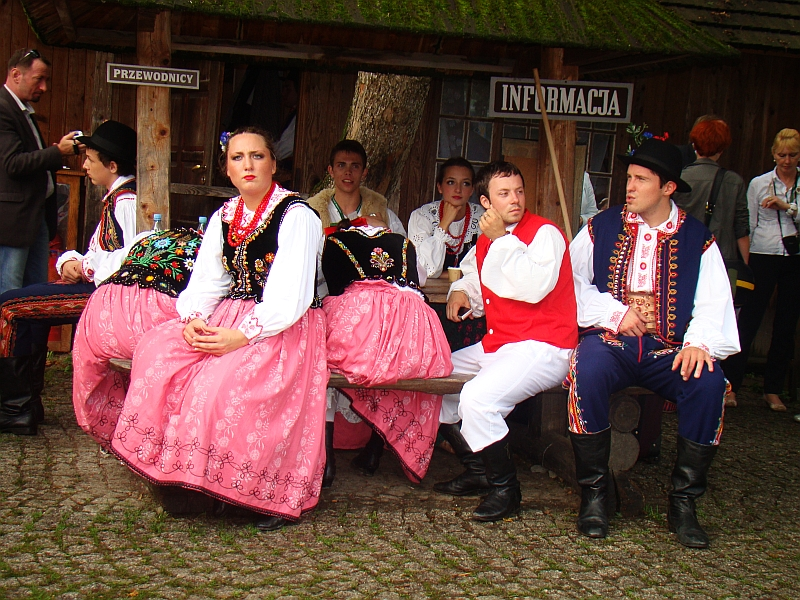
ラヒ・ソンデツキェの未婚女性の衣装
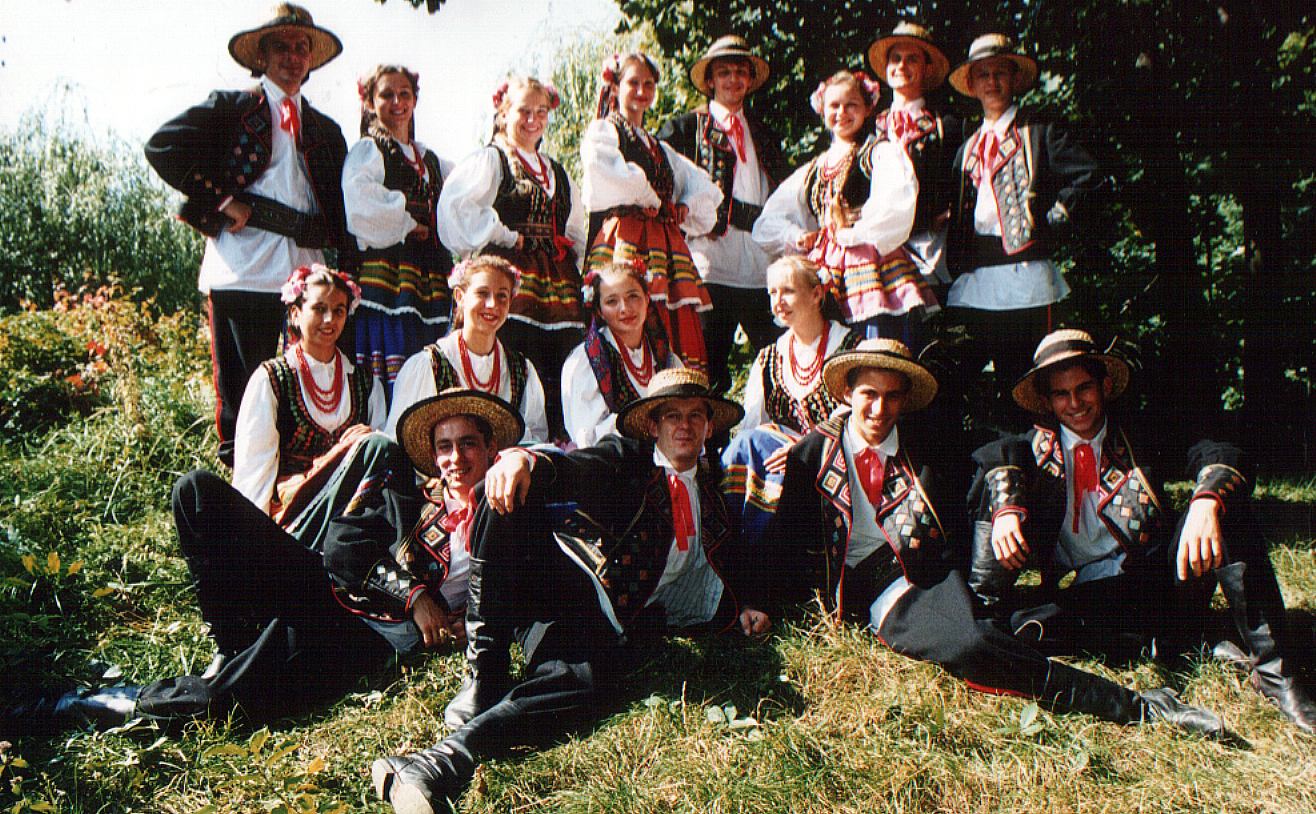
ルブリン
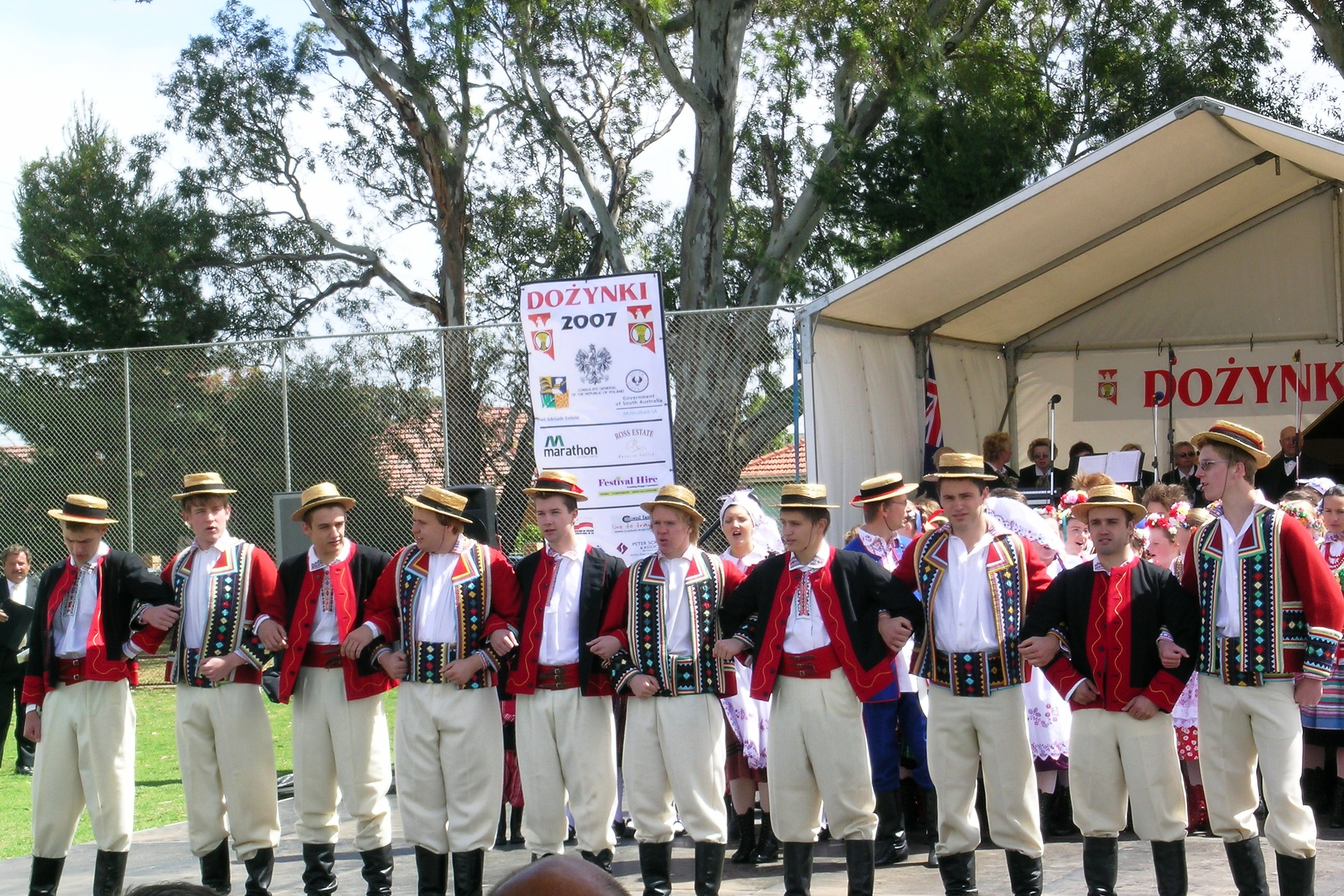
ルブリン
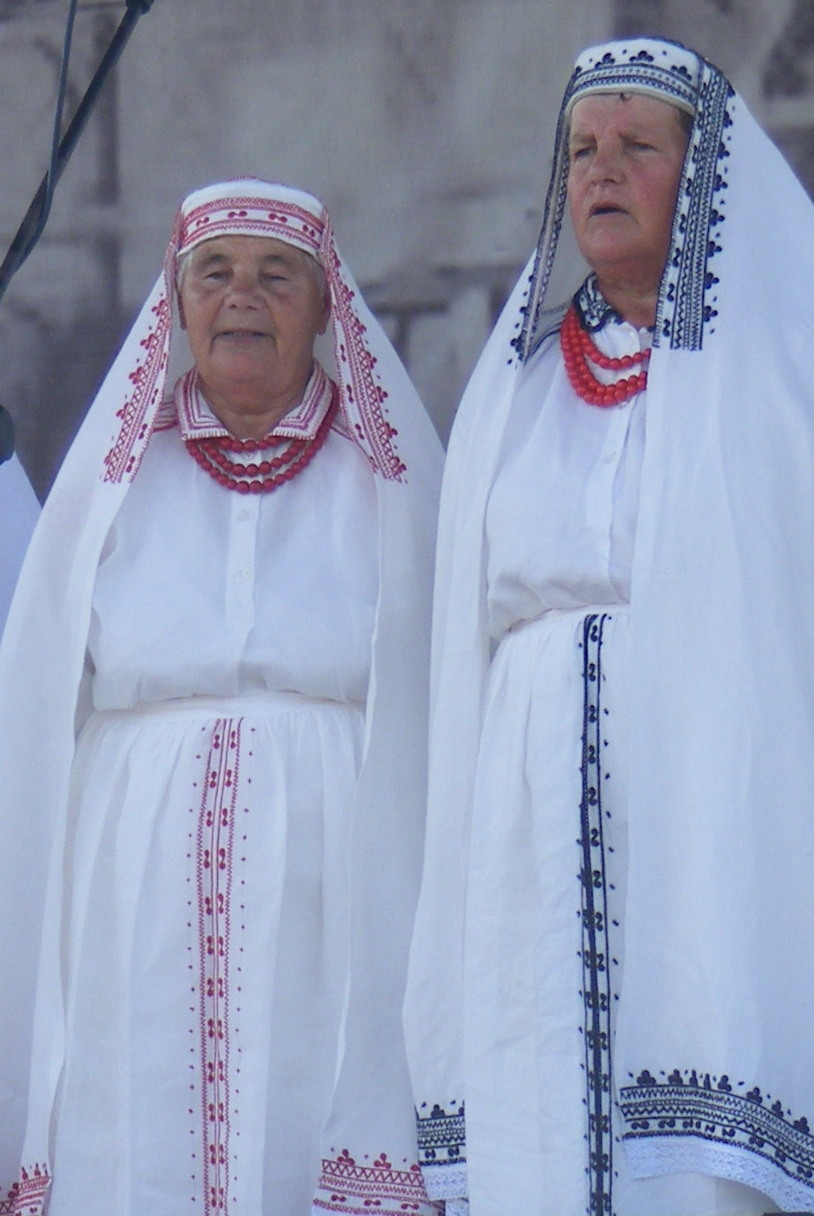
ルブリン県ビウゴライ(英語版)
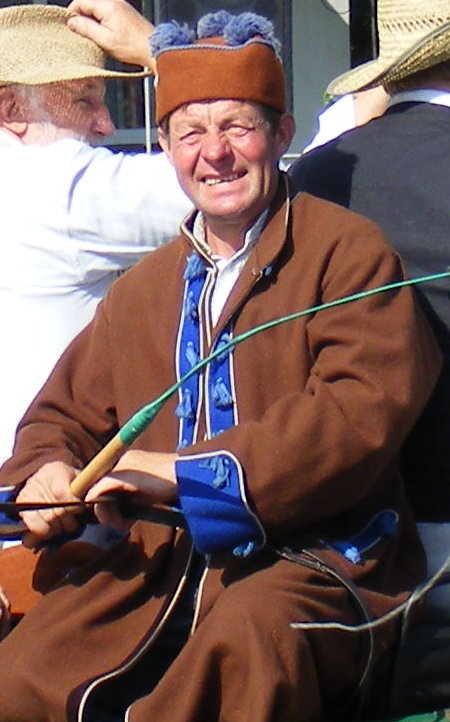
ルブリン県ビウゴライ(英語版)
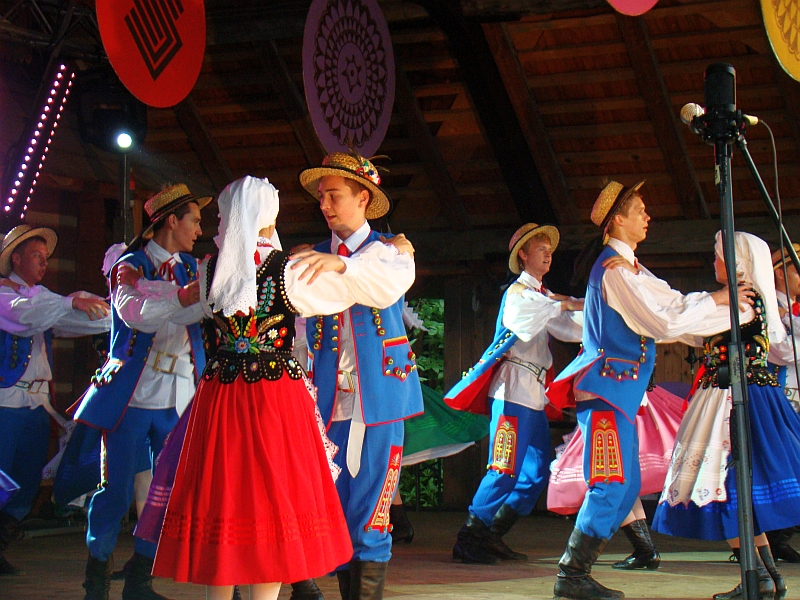
高地民族
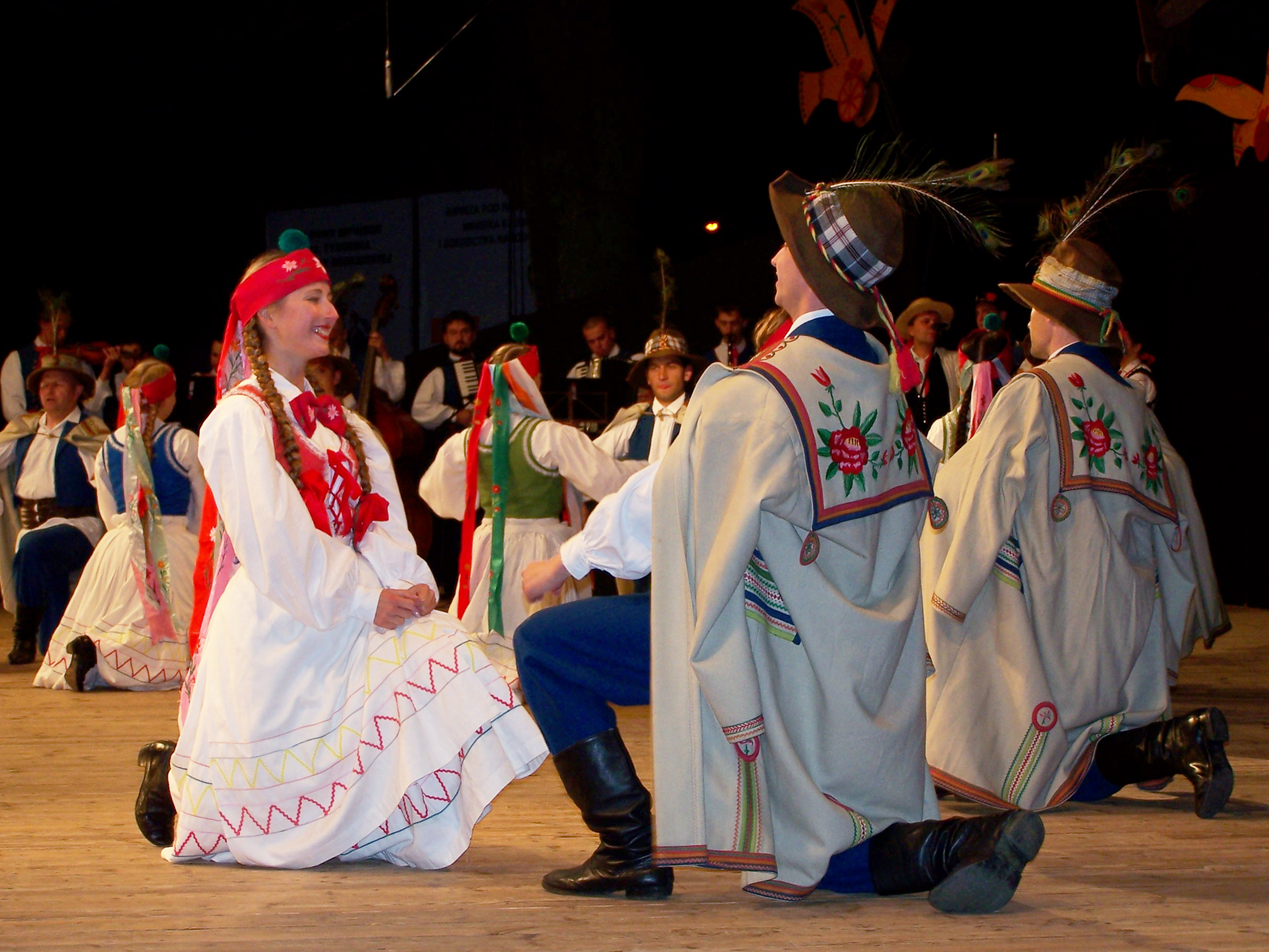
高地民族
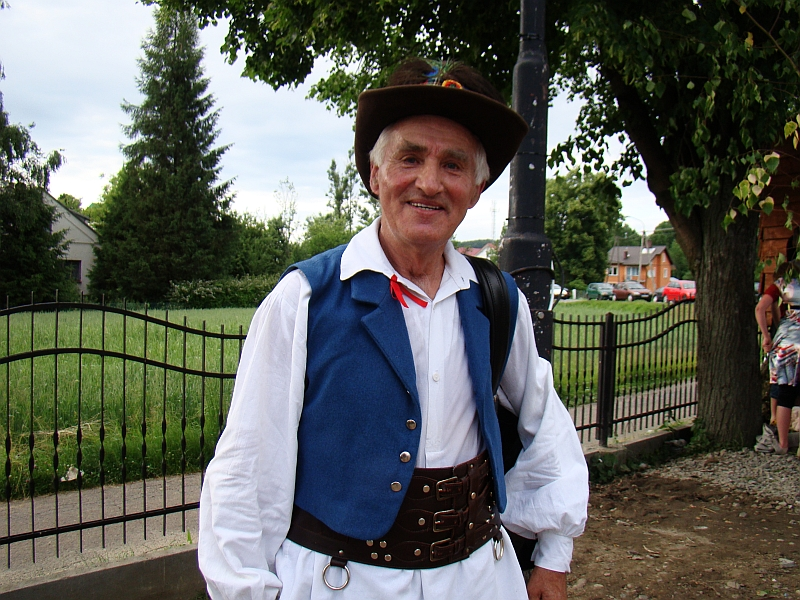
ポトカルパチェ県リマヌフ(英語版)の高地民族
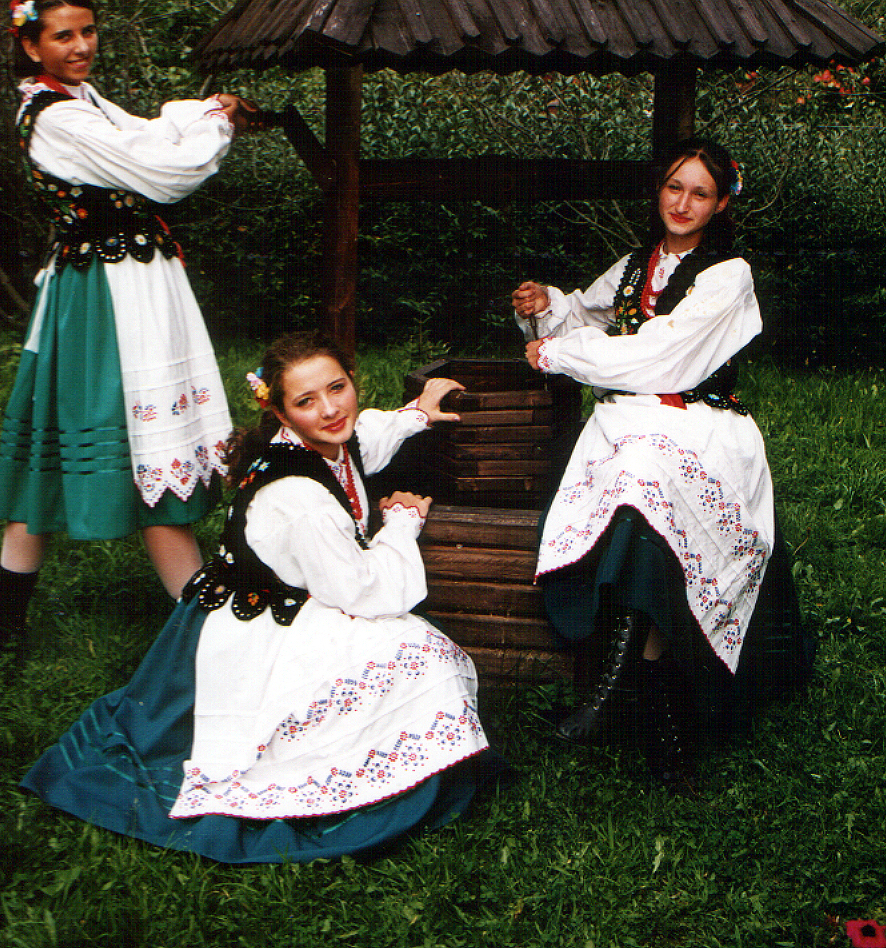
ポトカルパチェ県ジェシュフ
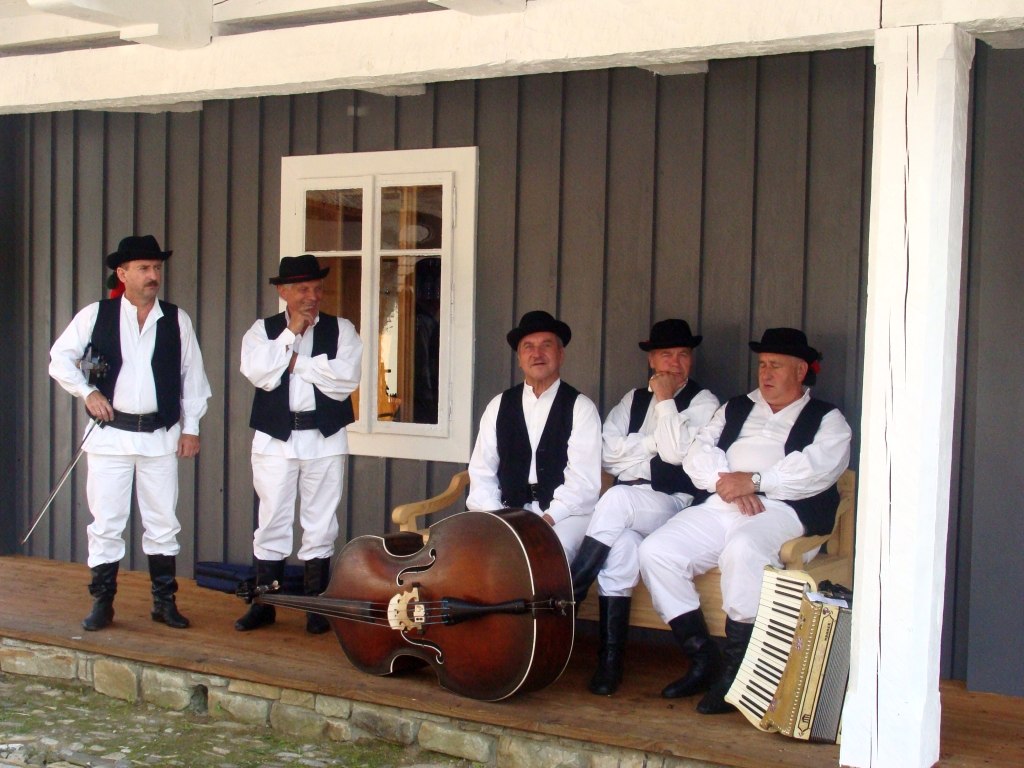
サノク
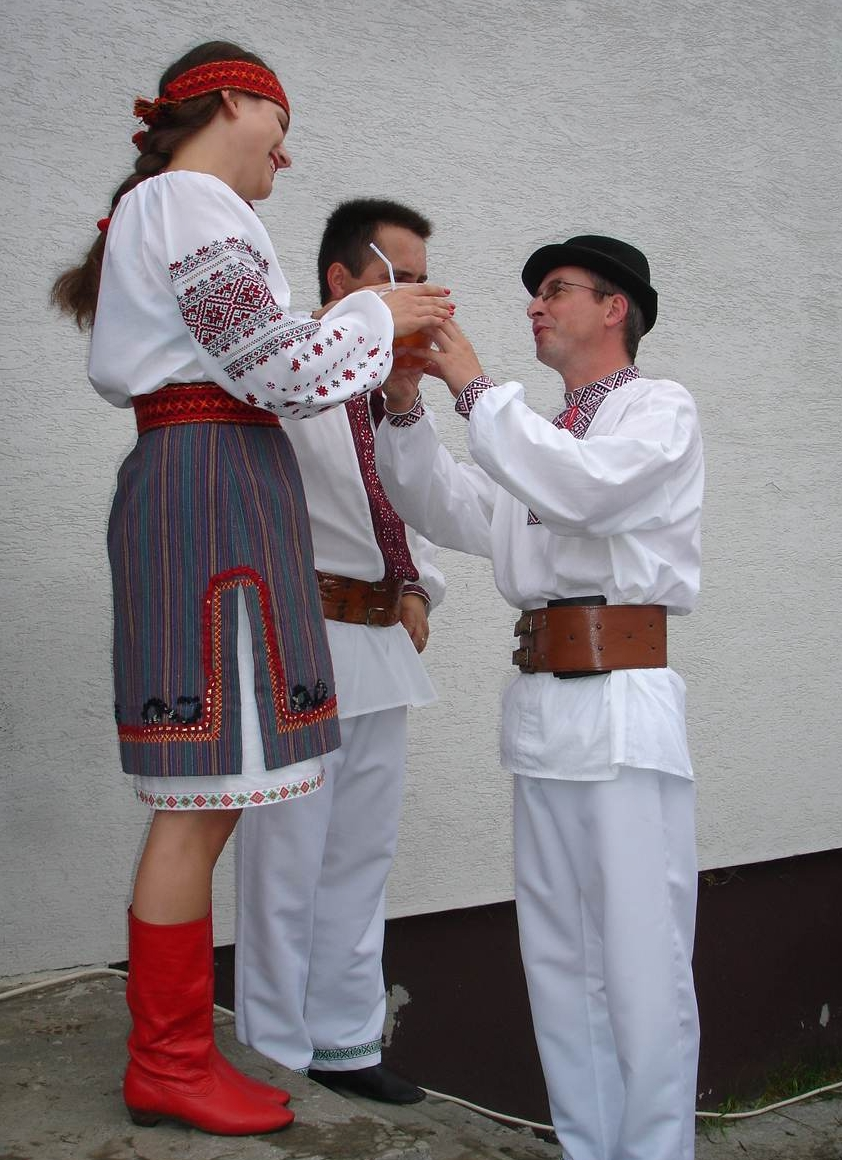
モクレ(英語版)のレムコ人(英語版)、サノク
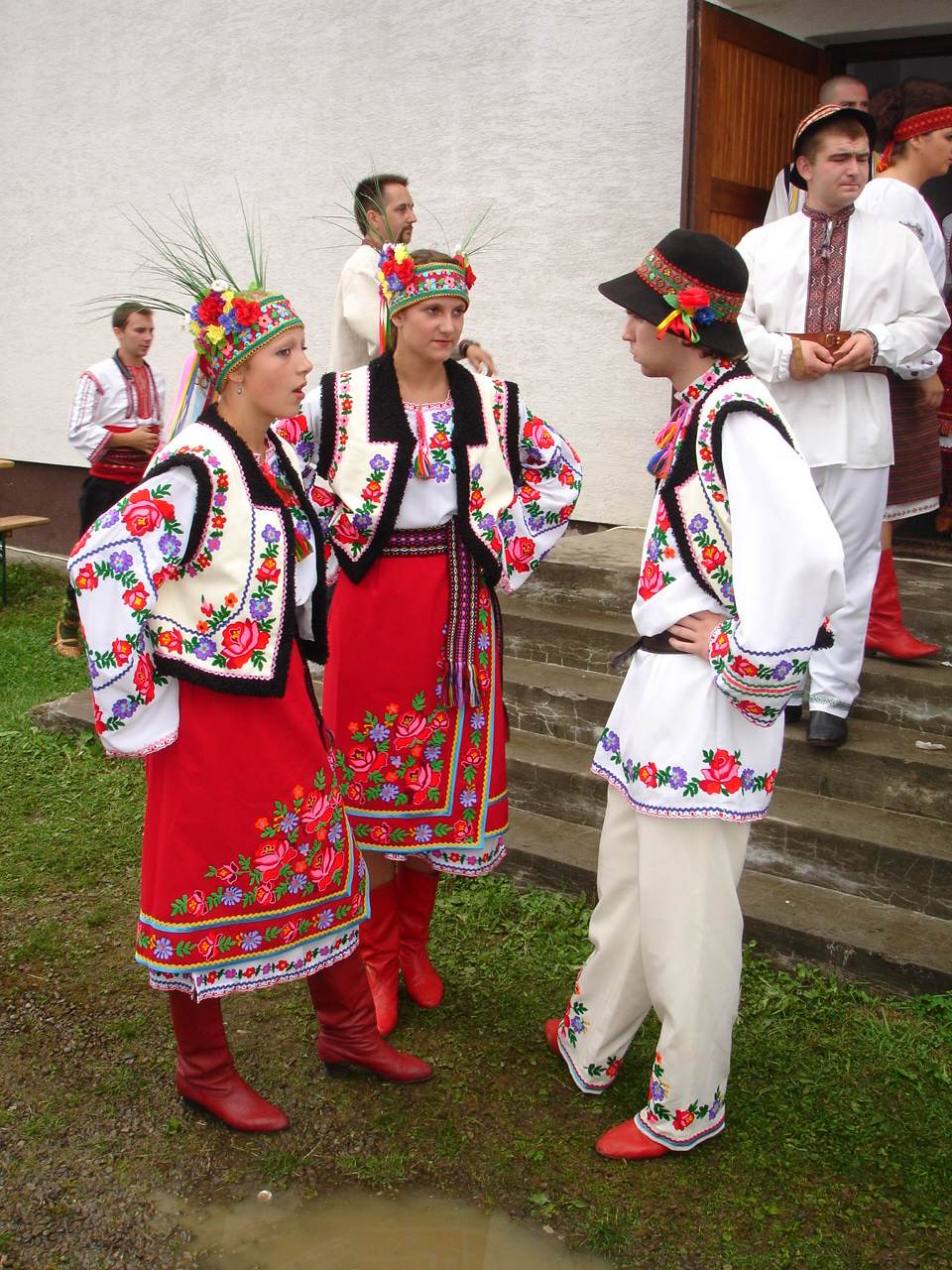
プシェムィシルのレムコ人(英語版)

## マゾフシェ地方の特色
マゾヴィアとも呼ばれる、現在の首都ワルシャワを抱える一帯。かつてはそれほど栄えてはいなかった。女子服の鮮やかな縞模様が有名。
ウォヴィチの衣装
黒いフェルト帽を銀の針金などで飾る。男性は袖なしの無地の腿丈のジャケットに、縞模様のズボンを穿いている。腰には毛糸の飾り帯を締め、シャツの袖は膨らんでいる。
女子は袖口にレースを飾るなどした刺繍のブラウスに、刺繍やビーズで飾ったボディスを付け、やはり刺繍をしたスカートの上に青色や鮮やかなピンク色を基調にさまざまな色の縞模様のエプロンを締める。

マゾフシェ地方の位置
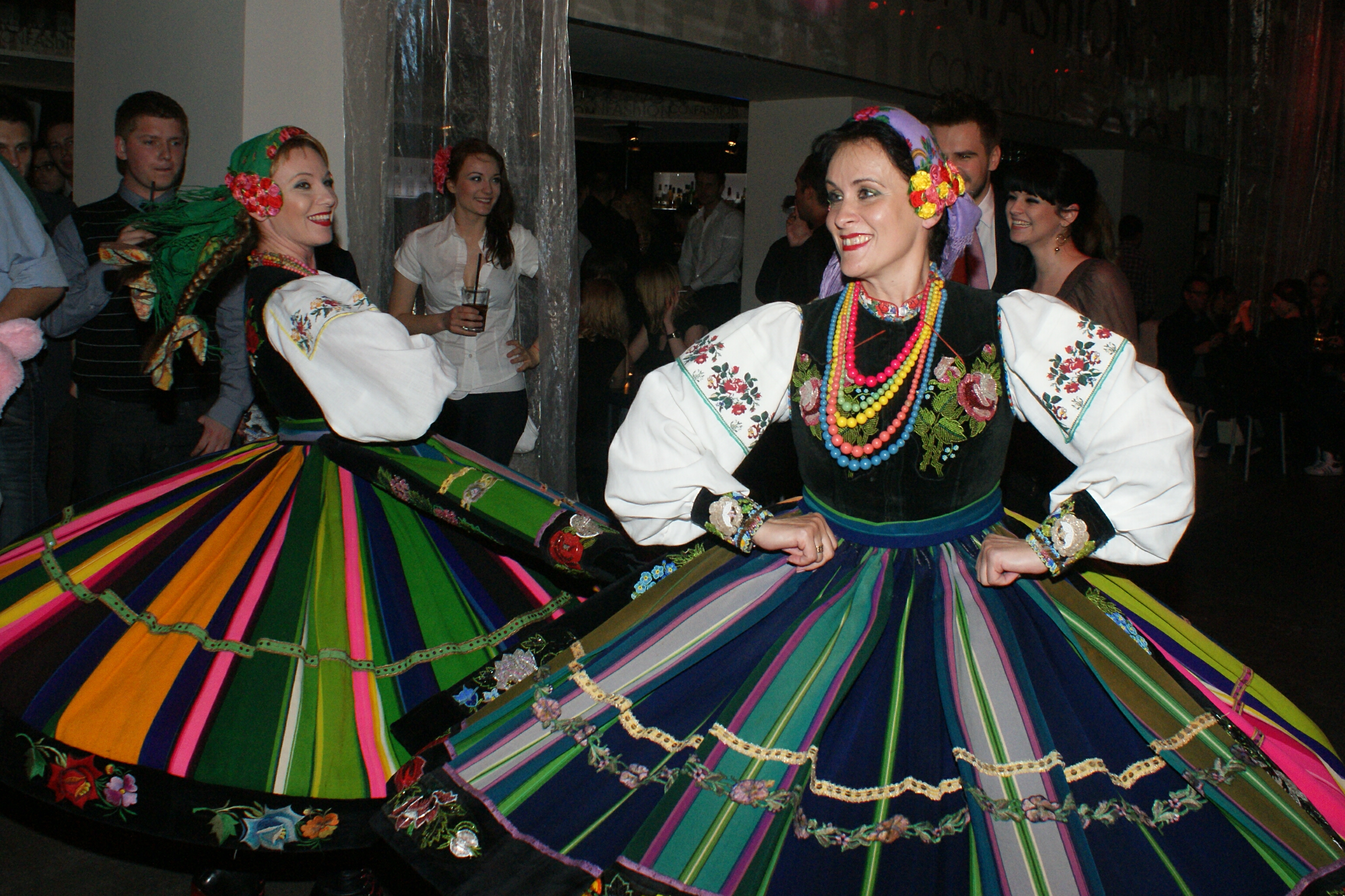
ウォヴィチ
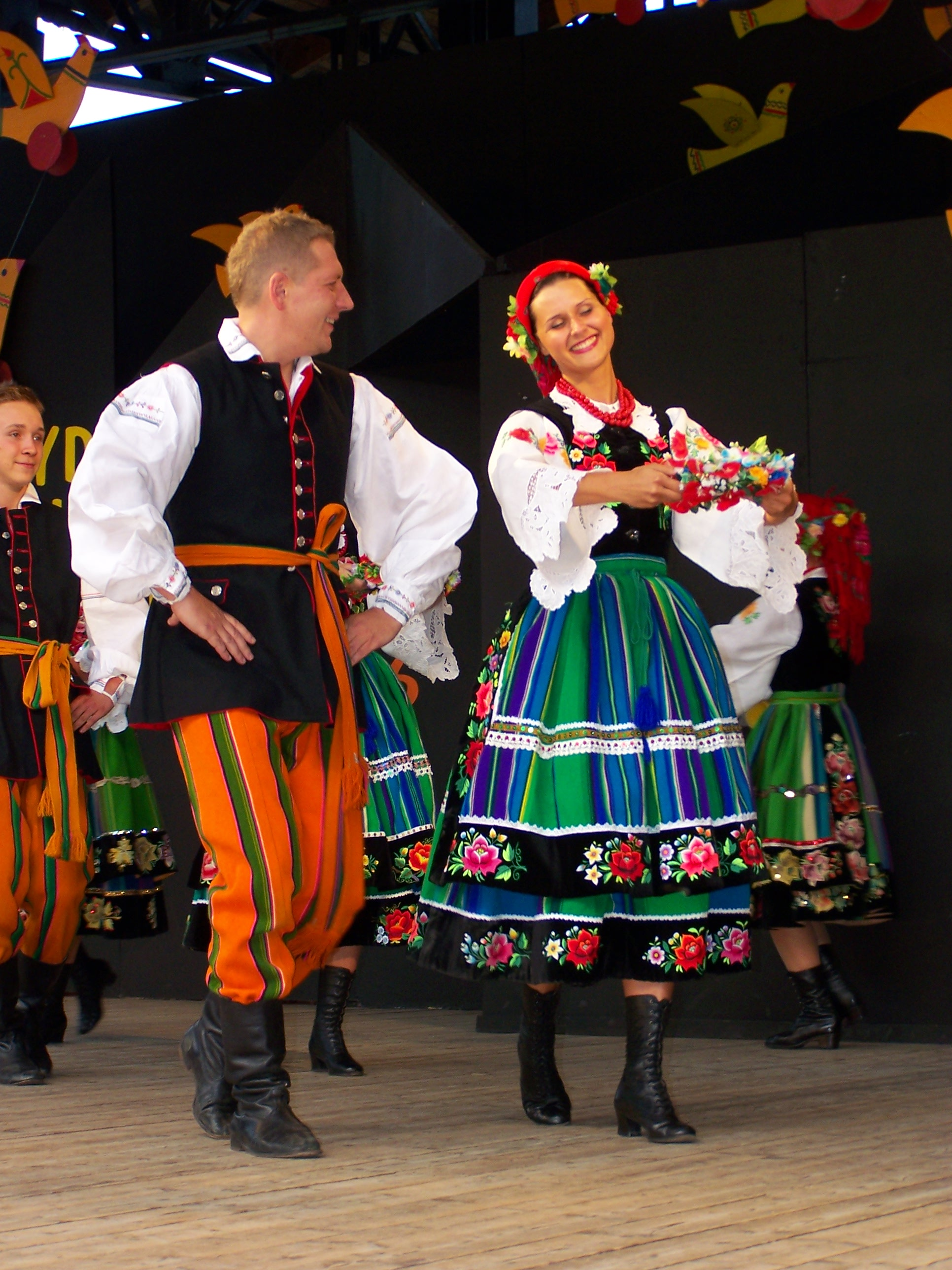
ウォヴィチ
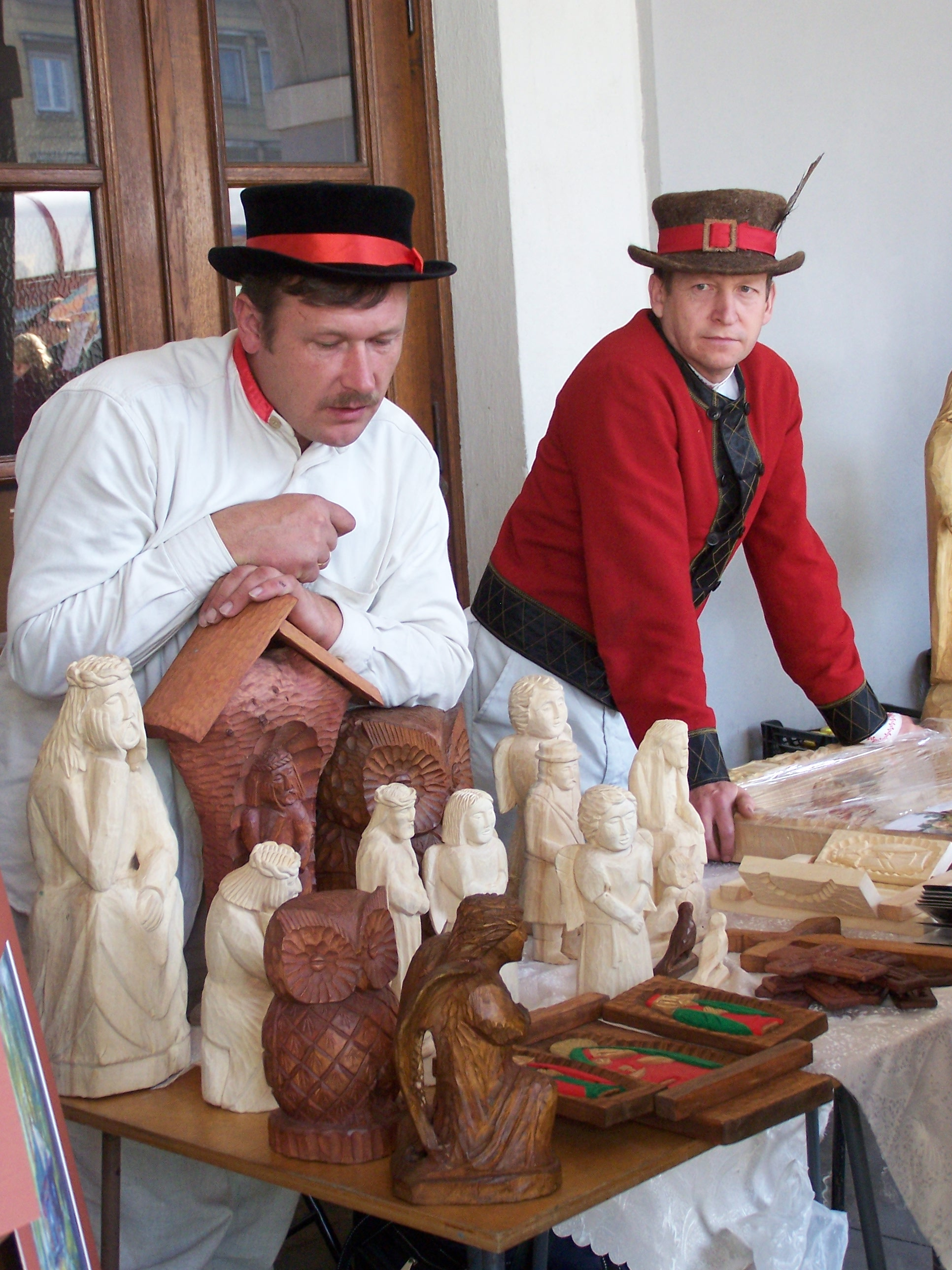
クルピエ(英語版)
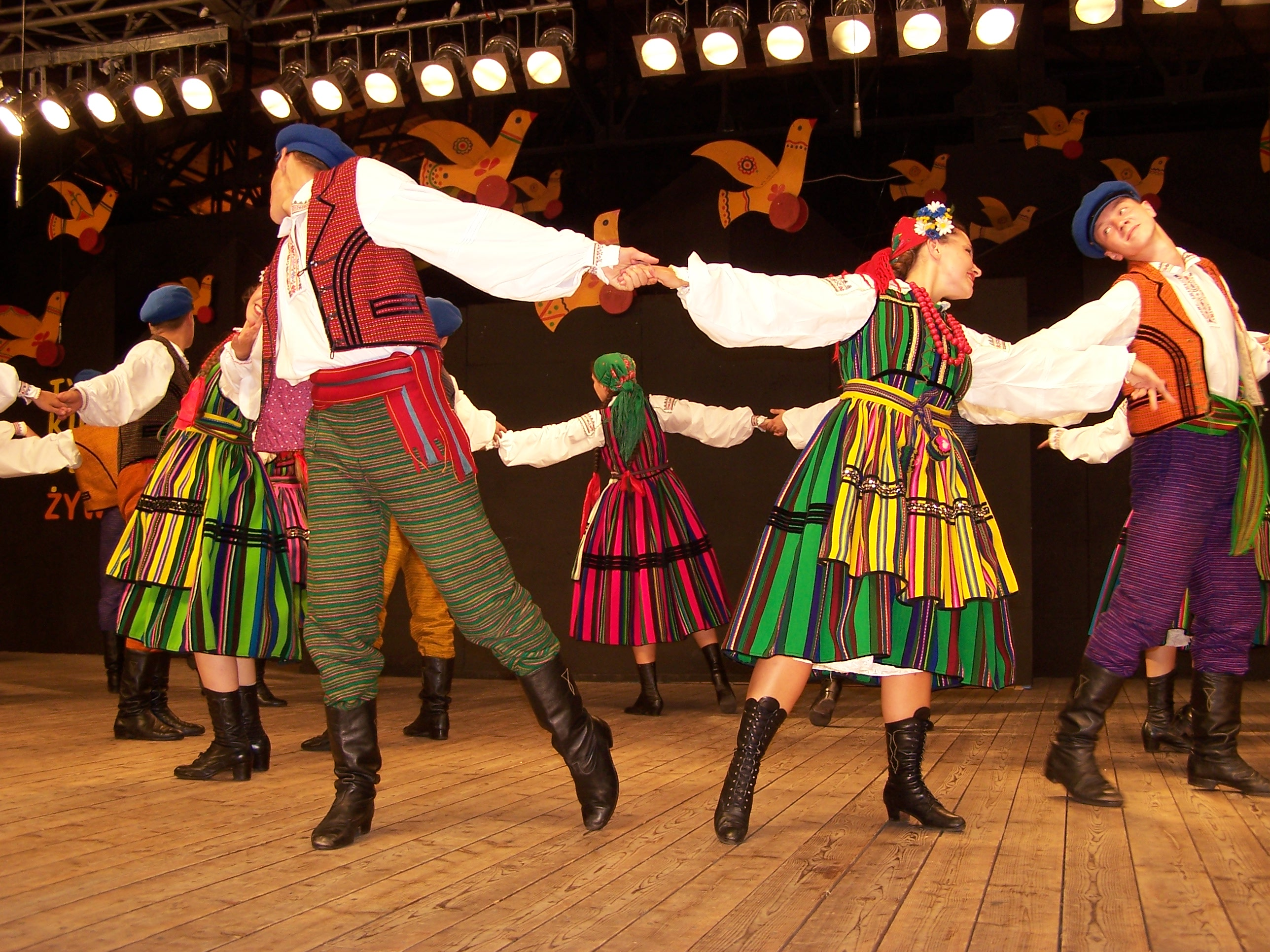
オポチュノ(ポーランド語版)
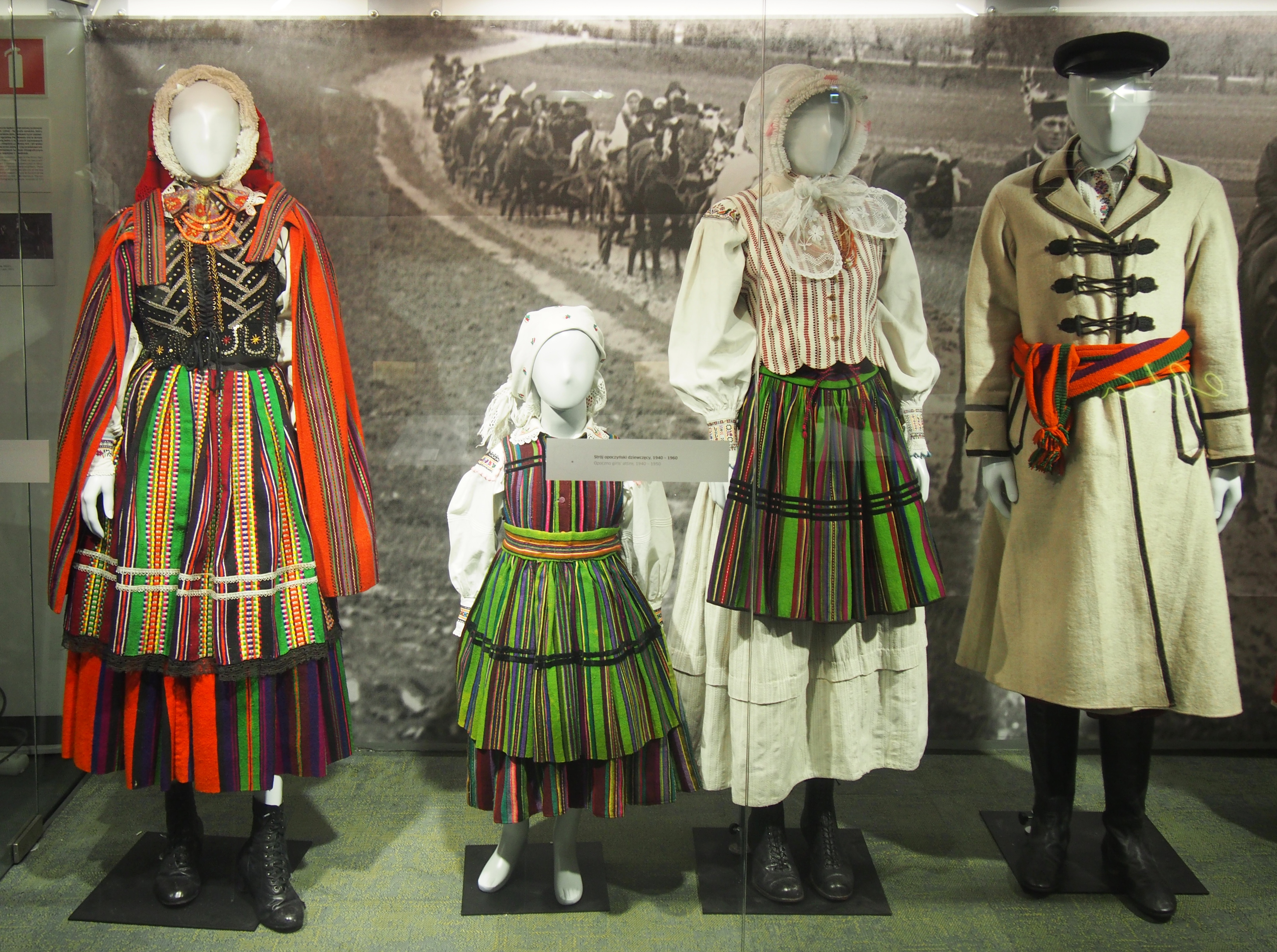
オポチュノ(ポーランド語版)およびピョートルクフ・トルィブナルスキ
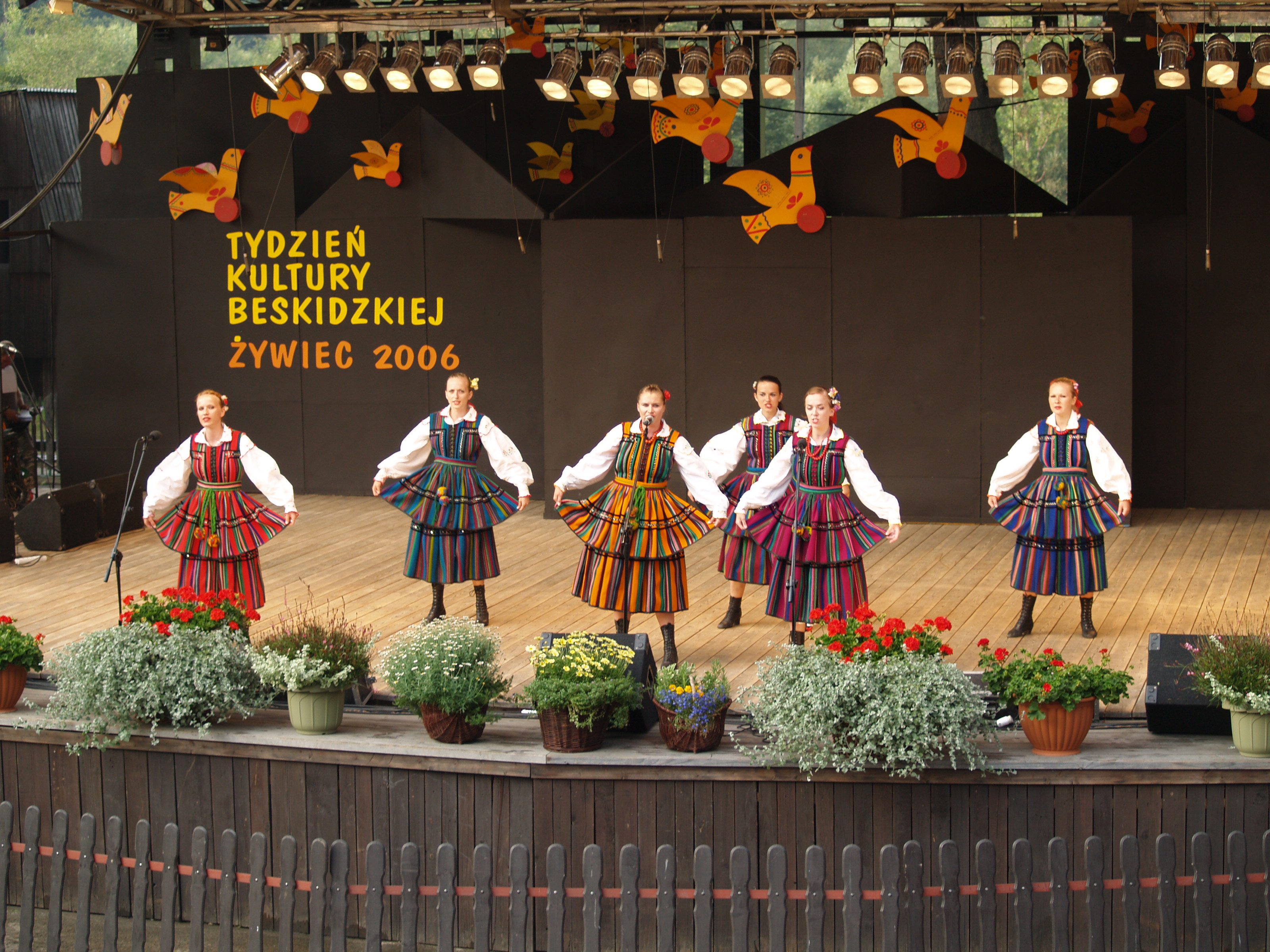
中部
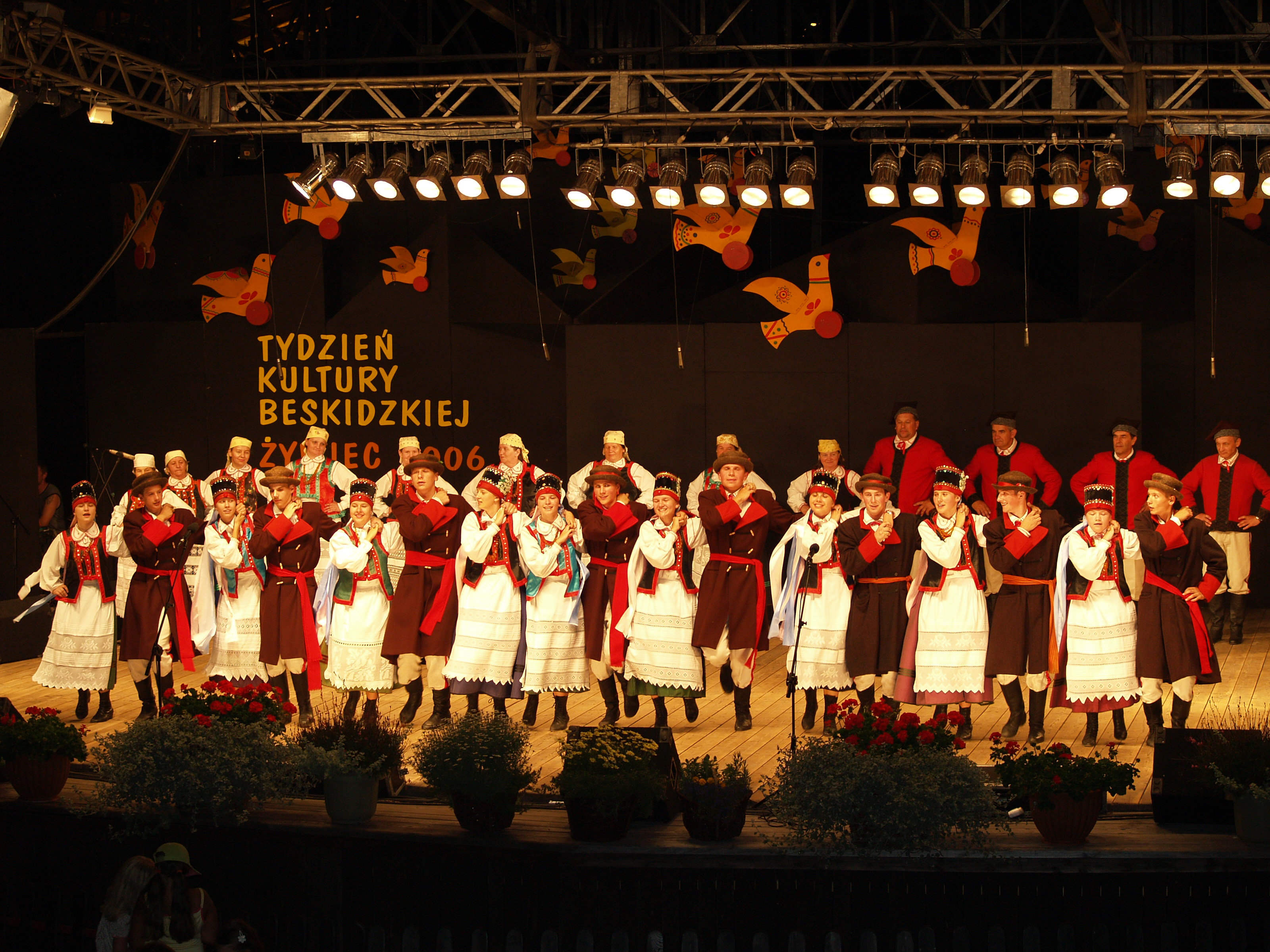
クルピエ
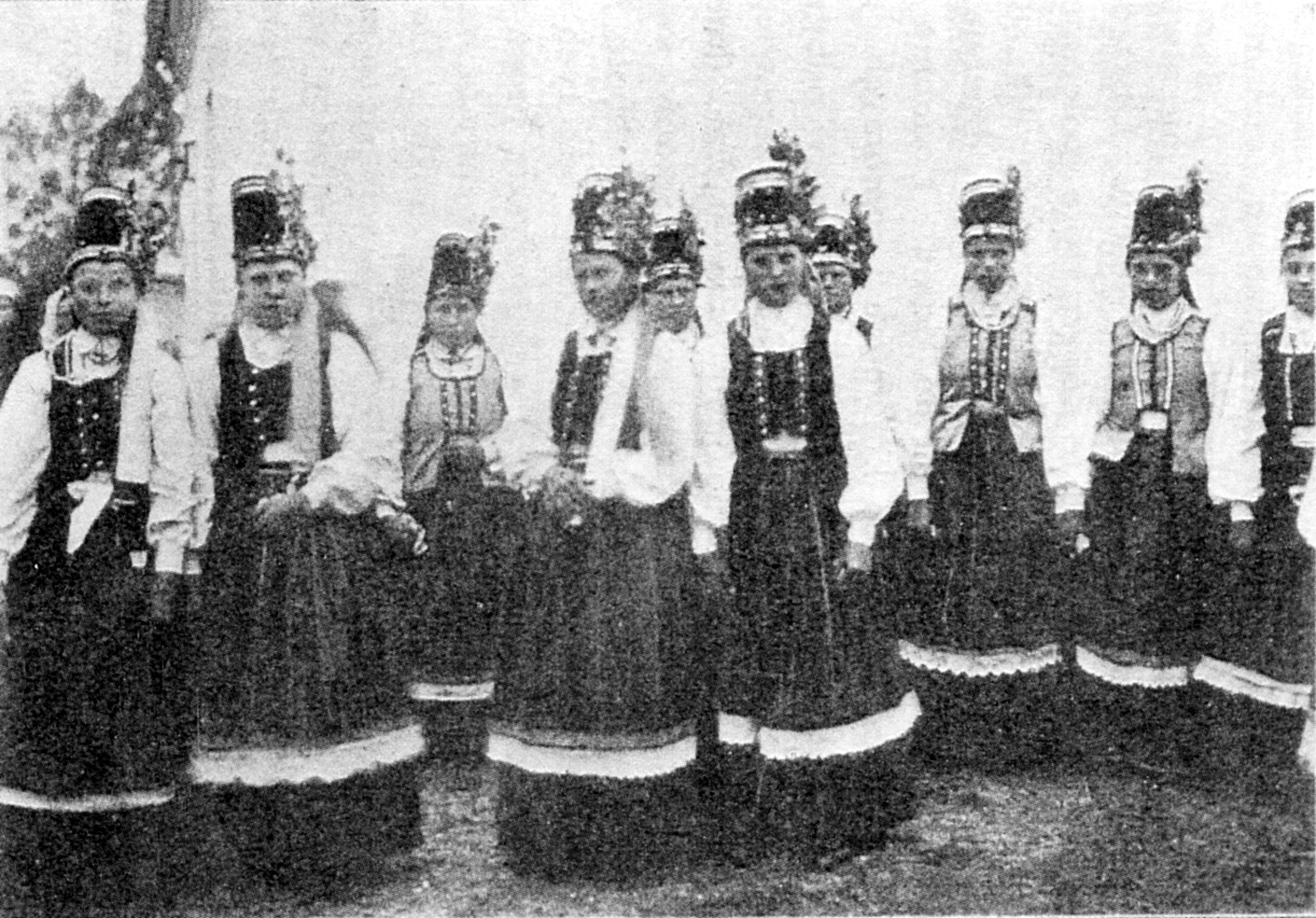
クルピエ、1913年